# Propositions d'acquisition du Groenland par les États-Unis
 (mars 2025).

Une carte montrant l'emplacement des États-Unis (orange) et du Groenland (vert).

Depuis le XIXe siècle, les États-Unis envisagent et font plusieurs tentatives pour acheter l'île du Groenland au Danemark, comme ils l'ont fait avec les Antilles danoises en 1917. Des discussions internes au sein du gouvernement des États-Unis sur l'acquisition du Groenland ont notamment lieu en 1867, 1910, 1946, 1955, 2019 et 2025 et l'acquisition est préconisée par les secrétaires d'État américains William H. Seward et James F. Byrnes, en privé par le vice-président Nelson Rockefeller et publiquement par le président Donald Trump, entre autres. Après la Seconde Guerre mondiale, les États-Unis proposent secrètement d'acheter le Groenland. Des discussions publiques sur l'achat de l'île ont lieu pendant le premier mandat de Trump en 2019 et à nouveau après sa réélection en 2024 dans le cadre de sa politique de Destinée manifeste.
Bien que le Groenland soit un territoire autonome au sein du royaume du Danemark, les autorités groenlandaises et danoises affirment publiquement le droit du Groenland à l'autodétermination et déclarent que le Groenland n'est « pas à vendre ». De nombreux Groenlandais soutiennent l'indépendance et de nombreux Danois considèrent les liens historiques avec le Groenland comme partie intégrante de l'identité nationale danoise.
Les États-Unis considèrent depuis longtemps le Groenland comme un territoire vital pour leur sécurité nationale. Au début du XXe siècle, ils l'incluent parmi plusieurs possessions européennes de l'hémisphère occidental qu'ils doivent saisir et fortifier de manière préventive en cas de menace d'attaque contre les États-Unis. Pendant la Seconde Guerre mondiale, les États-Unis invoquent leur doctrine Monroe et occupent le Groenland pour empêcher l'Allemagne de l'utiliser après l'occupation allemande du Danemark. L'armée américaine reste au Groenland après la guerre et, en 1948, le Danemark abandonne ses tentatives de persuader les États-Unis de partir. L'année suivante, les deux pays deviennent membres de l'alliance militaire de l'OTAN. Un traité de 1951 donne aux États-Unis un rôle important dans la défense du Groenland. En 2025, la force spatiale américaine maintient la base spatiale de Pituffik au Groenland et l'armée américaine participe régulièrement aux exercices de l'OTAN dans les eaux groenlandaises.

## Groenland

### Statut politique

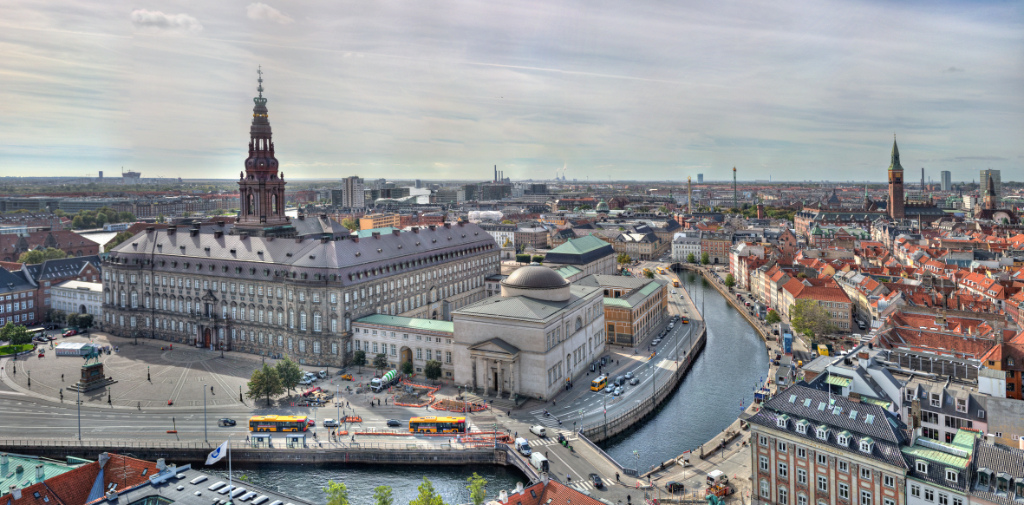
Christiansborg à Copenhague, siège du Parlement danois, d'où est décidée la politique étrangère, de défense et de sécurité du Groenland.

Le Groenland est un territoire autonome au sein du royaume du Danemark. En 1953, le Danemark ajoute officiellement ce qui est alors sa colonie au royaume. Le gouvernement groenlandais a autorité sur les affaires intérieures du Groenland telles que l'économie, les services sociaux et les infrastructures, tandis que le Danemark est responsable des affaires étrangères, de la défense, de la citoyenneté, de la monnaie et de la politique monétaire de l'île. La Cour suprême danoise est la cour d'appel finale.
En vertu de la loi danoise, l'indépendance du Groenland est possible à tout moment sur la base de la loi sur l'autonomie gouvernementale de 2009, après un référendum au Groenland et l'approbation du parlement danois,. D'autres remettent en question cette hypothèse, arguant qu'un amendement de la Constitution danoise est nécessaire. Le Danemark a la souveraineté sur le Groenland, la propriété foncière privée n'existe pas. Tout accord permettant l'indépendance transférera la souveraineté du Danemark. Le gouvernement groenlandais déclare en février 2024 que l'indépendance est son objectif, et l'indépendance sera la question la plus importante lors des élections générales groenlandaises d'avril 2025. En raison de son statut d'ancienne colonie, certains commentateurs font valoir qu'en vertu du droit international, le Groenland a, indépendamment de la loi de 2009, le droit à l'autodétermination et peut faire une déclaration unilatérale d'indépendance.
La position du gouvernement danois est qu'il appartient au Groenland de décider de son propre avenir et que le Danemark respectera un référendum groenlandais sur l'indépendance. Le gouvernement danois accepte à contrecœur en 2017 de financer deux nouveaux aéroports, remplaçant ainsi d'éventuels investisseurs chinois, même si l'île en quête d'investissements est considérée comme se préparant à l'indépendance. Le Groenland donne au Danemark un rôle dans l'Arctique, il est membre du Conseil de l'Arctique et, en tant que l'un des cinq États riverains de l'Arctique, signataire de la Déclaration d'Ilulissat.

### Défense

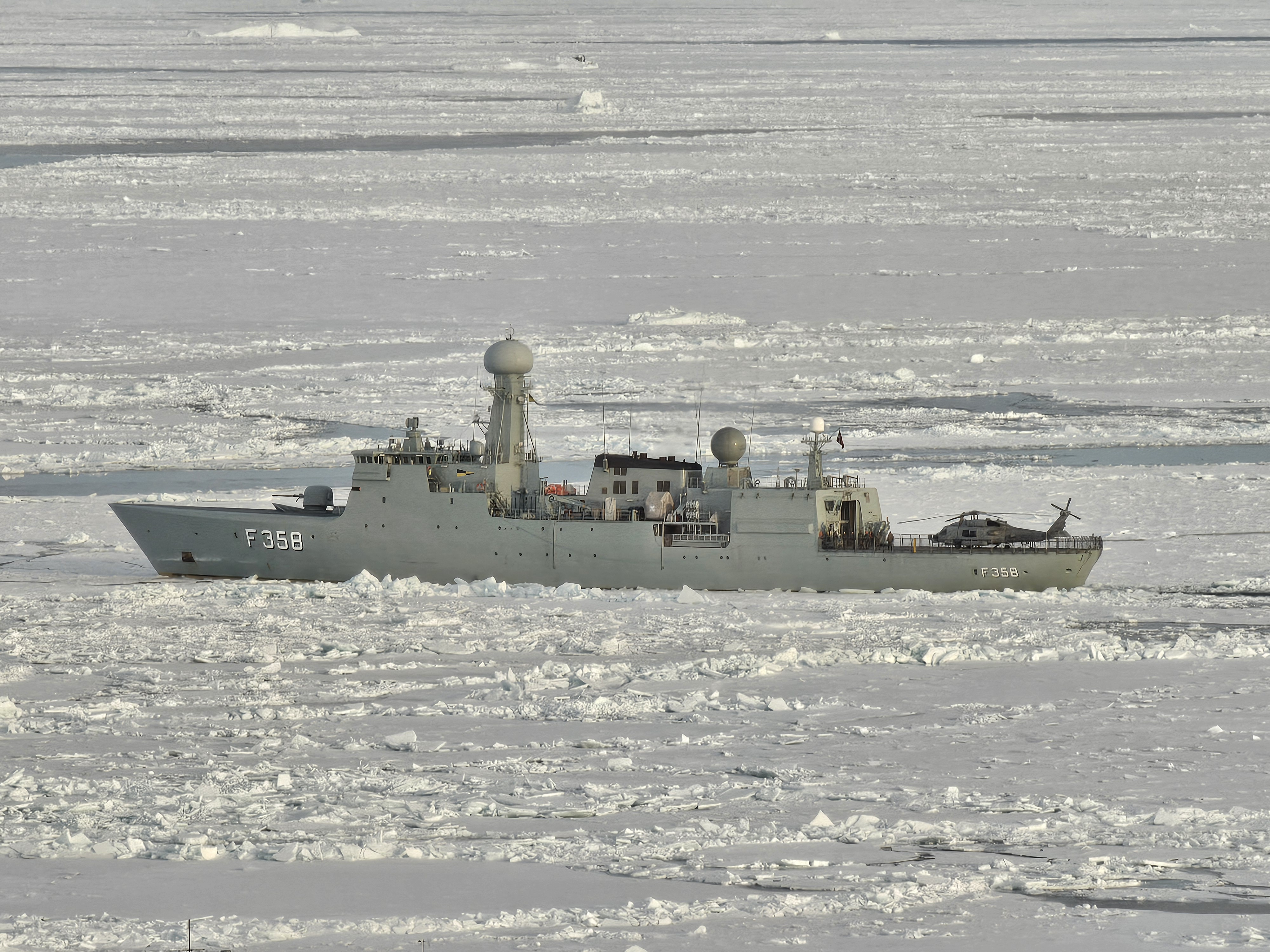
La frégate de la marine royale danoise HDMS Triton, transportant un Westland Lynx, au large des côtes du Groenland.

Le Groenland ne dispose pas de sa propre armée. En tant que territoire du Danemark, l'armée danoise est responsable de la défense du Groenland et l'île se trouve dans la zone supervisée par l'alliance militaire de l'OTAN. Le commandement conjoint de l'Arctique (en) est la branche militaire danoise responsable du Groenland. En 2020, le commandement arctique du Danemark dispose de quatre navires, de quatre hélicoptères, d'un avion de patrouille maritime et de six équipes de traîneaux à chiens pour patrouiller l'île. L'armée danoise a du personnel basé à Nuuk, Kangerlussuaq, Daneborg, Station Nord, Mestersvig (en), Grønnedal et un détachement de liaison à la base aérienne de Thulé. En raison du Groenland, il fait partie des rares nations à avoir des officiers de liaison au siège du STRATCOM, à la base aérienne d'Offutt, dans le Nebraska. En 2019, le Danemark annonce qu'il dépensera 1,5 milliard de couronnes supplémentaires pour surveiller le Groenland. En décembre 2024, le Danemark annonce son intention de renforcer sa présence militaire au Groenland en y ajoutant du personnel, des patrouilleurs, des drones à longue portée et en modernisant un aéroport pour accueillir les avions de chasse danois F-35. Cela fait suite aux demandes américaines de dépenses de défense danoises accrues, notamment par la première administration Trump.
Alex Gray, chef de cabinet du Conseil de sécurité nationale des États-Unis pendant la première administration Trump, déclare que les danois « comprennent qu'ils n'ont pas la capacité de défendre le Groenland après l'indépendance ». L'armée danoise en service actif est plus petite que le département de police de New York. Les États-Unis « ont accepté l'obligation légale de défendre le Groenland contre toute attaque » dans un traité de 1951 avec le Danemark[citation nécessaire]. Ils y ont des bases depuis la Seconde Guerre mondiale et possèdent la plus grande armée de l'alliance. L'accord de défense du Groenland de 1951 permet aux États-Unis de conserver leurs bases militaires au Groenland et d'établir de nouvelles bases ou « zones de défense » si l'OTAN le juge nécessaire. L'armée américaine peut utiliser et se déplacer librement entre ces zones de défense, mais ne doit pas empiéter sur la souveraineté danoise au Groenland. En 2025, la seule base militaire américaine au Groenland est la base spatiale de Pituffik (anciennement base aérienne de Thulé). L'accord d'Igaliku de 2004 stipule que la base aérienne de Thulé est la seule zone de défense américaine au Groenland et que les États-Unis doivent informer le Danemark et le Groenland de tout changement proposé. Ainsi, les États-Unis ne peuvent pas augmenter leur présence militaire sans le consentement du Danemark et du Groenland. La présence américaine contribue cependant à garantir l'autorité danoise sur l'île et lui permet de dépenser moins pour la défense tout en évitant la présence de troupes étrangères sur le sol danois,,,, un troc surnommé la « carte du Groenland ». En été, la 109e escadre de transport aérien de la Garde nationale aérienne de New York (en) utilise également l'aéroport de Kangerlussuaq pour transporter des scientifiques et du matériel vers des stations de recherche à travers le Groenland,.

### Économie
En 2021, le PIB annuel du Groenland est de 3 milliards de dollars, soit 0,007 % de celui des États-Unis. Sa population en âge de travailler doit diminuer de 16 % d'ici 2040. En 2017, le Danemark est de loin le plus grand partenaire commercial du Groenland, recevant 55 % des exportations de l'île et fournissant 63 % des importations. En 2023, il subventionne le Groenland à hauteur de 5,6 milliards de couronnes par an, contre 3,6 milliards de couronnes en 2009. La plus grande industrie privée de l'île est la pêche. Couvrant une superficie de 2 166 086 km², il dispose de vastes ressources naturelles, notamment de l'uranium, des minéraux de terres rares et environ 50 milliards de barils de pétrole et de gaz offshore. Le Groenland n'a cependant qu'une seule mine en exploitation à 80 kilomètres de Kangerlussuaq, et peu d'infrastructures. Il y a un aéroport commercial international et aucune route ne relie les 17 villes. Un résident signale que voler de Nuuk à Qaqortoq, à 450 km, nécessite deux avions sur deux jours et est plus cher que voler vers Copenhague.
43 % des groenlandais travaillent pour le gouvernement, contre 15 % aux États-Unis. Le revenu disponible par habitant de l'île est le plus bas de l'Arctique, après celui de la Russie, et représente moins d'un tiers de celui de l'État américain de l'Alaska. Les investisseurs danois sont peu présents au Groenland, bien qu'un cinquième des groenlandais vivent au Danemark. Le Danemark cède le contrôle des matières premières à l'île, et s'intéresse donc peu à ses ressources. L'île possède l'un des plus grands gisements de néodyme au monde, près de Narsaq, mais les inuits n'ont pas d'histoire d'exploitation minière, de sorte que des travailleurs extérieurs sont nécessaires. Inuit Ataqatigiit remporte les élections générales groenlandaises de 2021 avec une plateforme écologique s'opposant au développement du gisement et mettant fin à l'exploration des hydrocarbures et de l'uranium. En raison du manque d'infrastructures, tous les projets miniers du Groenland sont des projets entièrement nouveaux et les investisseurs doivent construire de nouvelles routes, de nouveaux ports et de nouvelles centrales électriques. Un rapport de 2014 indique que le remplacement de la subvention danoise nécessiterait 24 grands projets coûtant chacun 5 milliards de couronnes, un ouvert tous les deux ans. Comme il n'existe aucun investisseur pour de tels projets, le rapport rédigé par 13 chercheurs affirme que le Groenland restera dépendant de la subvention pendant au moins 25 ans pour maintenir son système de protection sociale.
Javier Blas de Bloomberg écrit en 2025 que « l'hyperbole autour du Groenland et des matières premières a une histoire longue de 50 ans », notant que l'île n'a jamais produit de pétrole et que la tentative d'exploitation du minerai de fer s'est soldée par une faillite. La majorité des sites miniers potentiels se trouvent au nord du cercle arctique. Ceux au sud du cercle sont pour la plupart de petite taille, à l'exception de Tanbreez. En 2023, les États-Unis n'importent que 190 millions de dollars de terres rares. Si les prix augmentent, elles pourront être obtenues plus facilement à partir de gisements américains et autres qu'au Groenland. Blas exhorte les États-Unis à se concentrer sur la ceinture de cuivre africaine et ailleurs, car elles sont plus importantes. Minik Thorleif Rosing, l'un des auteurs du rapport de 2014, déclare en 2025 que la situation n'a pas changé : « Même si vous aviez un taux de développement des ressources minérales irréaliste, il serait peu probable qu'il remplace plus de la moitié de la subvention globale annuelle du Danemark dans un avenir proche ».

## Objectifs d'acquisition américains

### Défense du territoire continental des États-Unis
L'acquisition du Groenland donnerait aux États-Unis le contrôle d'une île qu'ils considèrent comme cruciale pour leur défense. Reuters décrit le Groenland en octobre 2020 comme un « trou noir de sécurité » pour les États-Unis et leurs alliés, et déclare que ses 44 000 km de côtes sont difficiles à surveiller. « À plusieurs reprises depuis 2006, des navires étrangers sont apparus de manière inattendue ou sans les protocoles nécessaires, dans des eaux que le Danemark, membre de l'OTAN, vise à défendre », rapporte l'agence de presse. La détection de navires étrangers, y compris d'un sous-marin russe, se fait souvent par hasard. Une menace potentielle pour la sécurité est constituée par les navires russes qui ont la capacité d'intercepter des câbles sous-marins ou de les sectionner en cas de conflit.
Une étude de 2021 de la RAND Corporation exprime son inquiétude quant au fait que le Groenland « pourrait être séduit par la Russie ou la Chine » s'il obtient son indépendance du Danemark. S'exprimant en 2025, Rasmus Sinding Søndergaard de l'Institut danois d'études internationales déclare que les États-Unis ont des préoccupations légitimes en matière de sécurité au Groenland que le Danemark n'a pas réussi à protéger de manière adéquate. La Russie est beaucoup plus capable de mener des combats terrestres dans l'Arctique que les États-Unis, et le Groenland peut être vulnérable à une invasion.

#### Contrôle du passage du GIUK
Les États-Unis considèrent le contrôle du passage du GIUK (Groenland-Iceland-United Kingdom) comme essentiel à la défense maritime de l'est des États-Unis, et un accès sans entrave au Groenland est nécessaire pour contrôler le passage du GIUK. Une priorité des États-Unis en temps de guerre est de « combler le passage », ou d'empêcher une marine adversaire de sortir de la mer de Norvège et de s'approcher des États-Unis,. En 1957, les États-Unis mènent l'exercice Strikeback, le plus grand exercice naval en temps de paix de l'histoire, visant à empêcher une « flotte orange » agressive de traverser le passage, ce qui doit être accompli au moyen d'un blocus naval impliquant des centaines de navires de guerre,,. Pendant une grande partie de la guerre froide, l'importance de combler le passage est d'empêcher les SNLE soviétiques de naviguer à portée de tir de Washington, DC et de New York.
Avec l'amélioration de la portée des missiles soviétiques, puis russes, l'importance du contrôle du passage diminue, mais redevient une priorité au début du XXIe siècle, alors que la menace de guerre hybride augmente. La Russie accroît son activité navale dans cette région, dans le cadre de l'expansion considérable de sa présence dans l'Arctique. Elle renforce sa coopération avec la Chine, qui souhaite une route de la soie polaire (en). L'OTAN entreprend chaque année l'exercice Northern Viking (en) et, en 2024, implique la sixième flotte américaine, les forces navales permanentes, la police islandaise (en) et les garde-côtes islandais, en se concentrant sur la réponse à une menace contre l'intégrité du passage.

#### Sécurité des approches aériennes
L'espace aérien du Groenland est considéré par les États-Unis comme vital pour leur défense aérienne et celle du Canada. Les États-Unis demandent au Danemark de mieux surveiller l'espace aérien du Groenland et, en 2022, une étude de la RAND suggère d'intégrer le Groenland au Commandement de la défense aérospatiale de l'Amérique du Nord (NORAD) comme moyen d'atténuer les insuffisances des défenses aériennes danoises.

#### Stabilité des programmes de défense spatiale
Les opérations militaires contemporaines dépendent désormais des satellites en orbite polaire. Selon SpaceNews, abordant la question du Groenland, « tout satellite en orbite polaire ou héliosynchrone, comme ceux des constellations critiques de communications, d'imagerie et de surveillance météorologique, nécessite une station terrestre arctique pour un suivi, une télémétrie et un contrôle cohérents tout au long de chaque révolution ». La base spatiale américaine au Groenland, la base spatiale de Pituffik, est l'une des deux seules installations arctiques dont disposent les États-Unis, l'autre étant la Clear Space Force Station en Alaska. La perte potentielle de la base spatiale de Pituffik après l'indépendance du Groenland laissera les États-Unis sans redondance et, selon SpaceNews, « aurait de graves conséquences à la fois pour un futur conflit et pour le statu quo en orbite ».
Le 9 janvier 2025, le représentant américain Mike Haridopolos publie une déclaration soutenant l'acquisition du Groenland par les États-Unis pour des raisons de sécurité spatiale, déclarant que « c'est un élément essentiel pour assurer la sécurité de notre nation aujourd'hui et à l'avenir[...] L'Amérique ne peut pas se permettre de céder un pouce dans l'espace ou dans l'Arctique »,. Plus tôt, en juillet 2024, le lieutenant général de l'armée américaine Thomas Carden (en), commentant le déploiement de moyens spatiaux militaires, décrit l'Arctique comme « le vecteur de menace le plus court et le moins défendu pour l'Amérique du Nord ».

#### Base offensive
En plus de baser à nouveau de manière permanente des chasseurs et des bombardiers de l'USAF au Groenland, les États-Unis pourraient y stationner des missiles à longue portée, à l'instar de leurs projets en Europe occidentale.

### Accès aux ressources naturelles
Les États-Unis pourraient avoir accès à de vastes quantités de ressources naturelles, notamment du pétrole et des minéraux rares. L'Institut d'études géologiques des États-Unis estime à 17,5 milliards de barils de pétrole brut offshore et à 4,19 billions de mètres cubes de gaz naturel. L'île possède les plus grands gisements d'éléments de terres rares en dehors de la Chine. Les deux tiers de l'eau douce de la planète en dehors de l'Antarctique sont gelés au Groenland, et sa farine de roche a une capacité inhabituellement forte de régénération des sols et de capture directe du carbone atmosphérique.
Les experts prévoient que 5 % du trafic maritime mondial pourra emprunter les routes maritimes de l'Arctique (en) d'ici 2050. Le changement climatique pourra, d'ici 2030, faire de la route maritime du Nord la première des routes à être libre de glace, reliant les océans Atlantique et Pacifique et rendant les ressources du Groenland plus accessibles. Le passage du Nord-Ouest mesure 6 900 km, ce qui fait économiser quatre jours de temps de trajet en l'empruntant plutôt qu'en passant de la côte est des États-Unis à l'Asie et de la côte ouest des États-Unis à l'Europe, par le canal de Panama (ces routes représentent les trois cinquièmes du trafic à travers le canal). Le premier navire commercial traverse le passage en 2013, économisant 200 000 dollars. Dix le font en 2024, et le passage pourra être ouvert quatre mois par an d'ici la fin du XXIe siècle.

### Expansion territoriale
Si le Groenland devient une partie des États-Unis, les États-Unis deviendraient le deuxième plus grand pays du monde en termes de superficie, après la Russie (détrônant le Canada et la Chine). Il s'agira de la plus grande acquisition territoriale de l'histoire américaine, légèrement supérieure à l'achat de la Louisiane.

## Histoire

### Premières revendications sur le Groenland

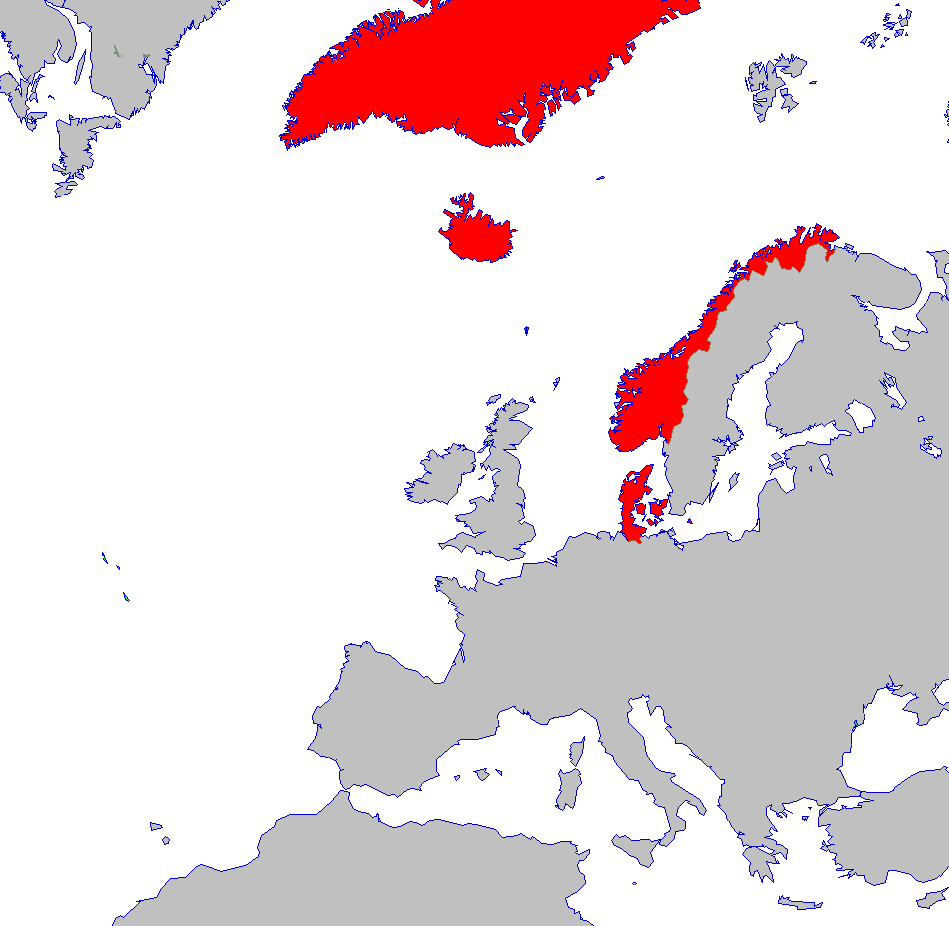
Danemark-Norvège en 1780.

Les peuples paléoesquimaux vivent au Groenland de façon périodique depuis environ 2500 av. J.-C. Les scandinaves commencent à coloniser la partie sud inhabitée du Groenland à partir du Xe siècle. En 1261, les colonies nordiques du sud du Groenland (en) acceptent la suzeraineté norvégienne. Ces colonies disparaissent dans les années 1400, mais les revendications territoriales de la Norvège sur le Groenland continuent d'être affirmées par le Danemark-Norvège après l'union des royaumes danois et norvégien en 1537. À partir de 1721, des missionnaires et des commerçants du Danemark-Norvège commencent à recoloniser le sud du Groenland. En 1775, le Danemark-Norvège déclare le Groenland colonie. Lorsque le Danemark et la Norvège se séparent en 1814, le Groenland est conservé par le Danemark en vertu du traité de Kiel,. Le Danemark commence à tenter de coloniser tout le Groenland dans les années 1880, et déclare sa souveraineté sur toute l'île en 1921.
Les États-Unis auraient pu contester la revendication danoise sur le Groenland. Une grande partie du nord du Groenland n'a pas été cartographiée lorsque le traité de Kiel est signé en 1814. Au cours de l'expédition Polaris du début des années 1870, l'Américain Charles Francis Hall est le premier étranger à voir le nord-ouest du Groenland, des décennies avant la première colonie permanente du Danemark dans le nord-ouest en 1909. De 1886 à 1909, l'Américain Robert Peary est le premier étranger à explorer l'extrême nord du Groenland et revendique une grande partie de la région pour les États-Unis.
Malgré le traité de Kiel, la Norvège utilise depuis longtemps la côte est de l'île et s'oppose à la déclaration danoise de 1921. Elle affirme qu'un accord de 1924 entre les deux pays ne confirme pas la souveraineté danoise sur l'ensemble de l'île, et revendique en 1931 l'est du Groenland sous le nom de Terre d'Erik le Rouge. Une décision de la Cour internationale de justice de 1933 reconnait la souveraineté danoise sur l'ensemble de l'île. La Norvège se conforme à cette décision, bien qu'elle renouvelle brièvement sa revendication sous le régime de Quisling.

### Proposition de 1867

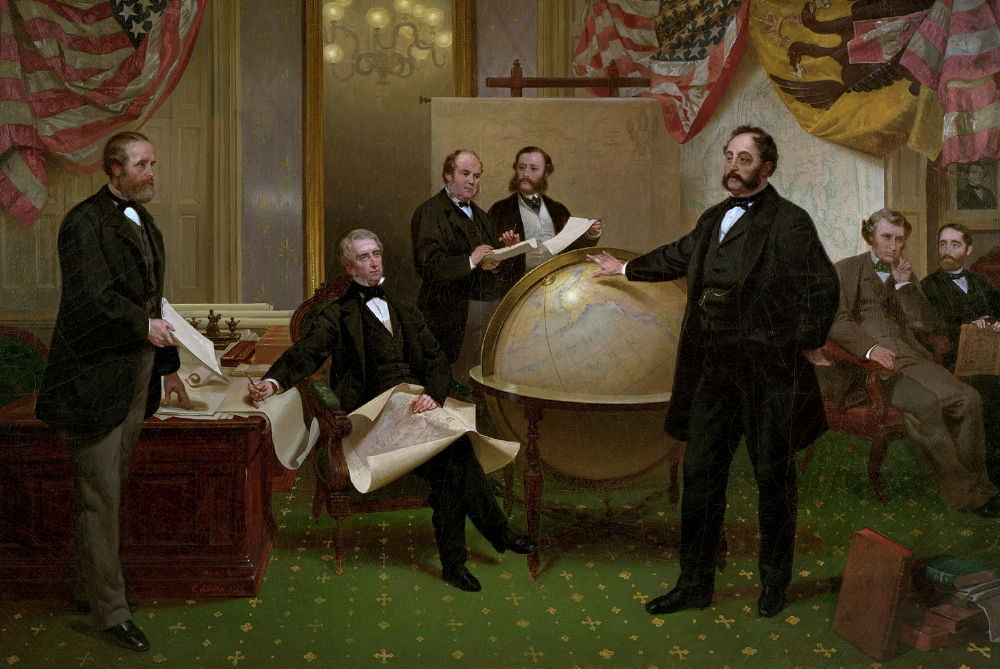
Le secrétaire d'État américain William H. Seward (assis au centre sur la photo) commande un rapport en 1868 sur la faisabilité de l'acquisition du Groenland par les États-Unis.

En 1867, le secrétaire d'État américain William H. Seward négocie l'achat de l'Alaska à l'Empire russe. Cette année-là, il considère l'idée d'une annexion américaine du Groenland et de l'Islande comme une idée « digne d'être sérieusement prise en considération ». Robert J. Walker, comme Seward, partisan de l'expansionnisme américain, soumet à Seward un rapport de l'United States Coast Survey que le secrétaire d'État a demandé sur les deux îles. Le gouvernement publie le rapport (A Report on the Resources of Iceland and Greenland, Peirce 1868). Seward veut encourager les Américains à soutenir une offre d'achat potentielle, c'est pourquoi le rapport décrit de manière très positive la « salubrité inhabituelle » du Groenland et ses grandes quantités de poissons, de gibier et de minéraux. L'annexion encouragera également le Canada, situé entre les territoires américains à l'est et à l'ouest, à rejoindre les États-Unis, prédit le rapport.
En 1868, les négociations menées par le secrétaire pour l'achat du Groenland et de l'Islande au Danemark pour 5,5 millions de dollars en or sont apparemment « presque terminées » mais Seward ne fait aucune offre, probablement parce que le Congrès n'a pas approuvé un traité pour acquérir les Antilles danoises. Le président Andrew Johnson est très impopulaire auprès des républicains au Congrès, et bien que Seward est également républicain, son association avec Johnson rend l'adoption de ses propositions peu probable.

### Proposition de 1910
En 1910, l'ambassadeur des États-Unis au Danemark (en), Maurice Francis Egan (en), discute d'une proposition d'acquisition du Groenland au sein du gouvernement américain. Comme l'ont suggéré des « personnes importantes » danoises qui sont des amis d'Egan, les États-Unis échangeront Mindanao et Palawan contre le Groenland et les Antilles danoises. Le Danemark pourra alors échanger Mindanao et Palawan contre le Schleswig du Nord à l'Allemagne,. Le Danemark récupère le Schleswig du Nord à l'Allemagne après la défaite allemande lors de la Première Guerre mondiale, à la suite des plébiscites du Schleswig de 1920.

### Traité des Indes occidentales danoises

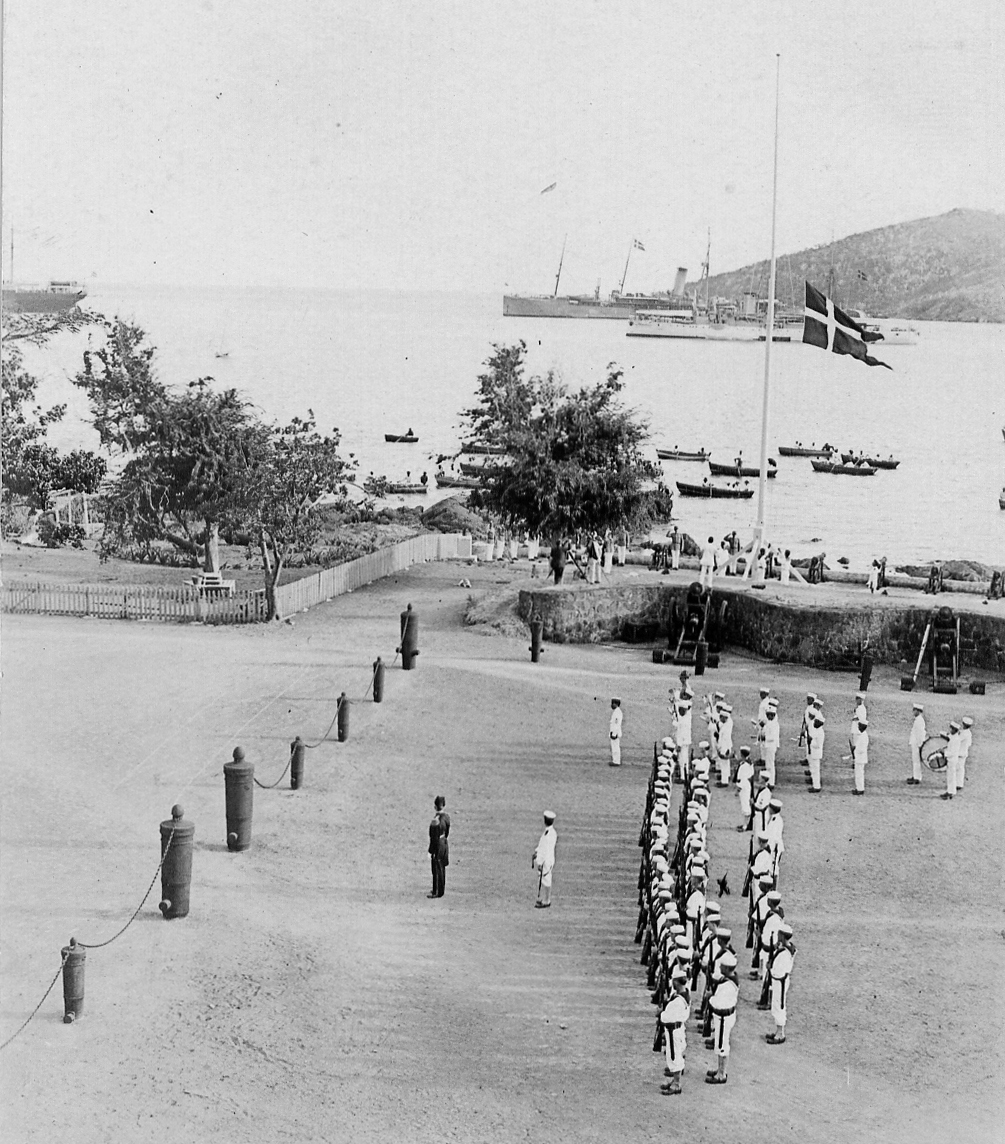
Sur la photo, l'évacuation danoise de Sainte-Croix, après l'acquisition des Antilles danoises par les États-Unis en 1917.

Une autre tentative américaine d'acheter les Antilles danoises échoue en 1902, cette fois parce que le parlement danois n'adopte pas le traité. Pendant la Première Guerre mondiale, les États-Unis veulent à nouveau acheter les Antilles danoises. Le Danemark exige que les États-Unis reconnaissent d'abord la revendication danoise sur l'ensemble du Groenland. Le secrétaire d'État américain Robert Lansing publie une déclaration en 1916 affirmant que les États-Unis « ne s'opposeraient pas à ce que le gouvernement danois étende ses intérêts politiques et économiques à l'ensemble du Groenland ». Le Danemark vend les Antilles danoises aux États-Unis, qui sont rebaptisées Îles Vierges américaines et deviennent un territoire non incorporé des États-Unis.
L'opposition américaine empêche le Royaume-Uni de tenter d'obtenir un droit de premier refus si jamais le Danemark décide de vendre. Les britanniques agissent après que John Douglas Hazen propose avec succès lors de la Conférence de guerre impérial (en) que l'Empire britannique achète le Groenland pour le Canada afin d'empêcher les États-Unis de l'acquérir.
Depuis 1823, les États-Unis s'opposent, dans la doctrine Monroe, à l'expansion de la souveraineté étrangère dans les Amériques. La déclaration de Lansing est une exception à la doctrine et influence d'autres pays. En 1919, le Danemark demande aux autres nations de reconnaître sa souveraineté sur le Groenland. Le Canada conseille à la Grande-Bretagne de le faire en 1920, et la Grande-Bretagne réitère qu'elle doit être consultée avant toute vente. La France, le Japon, l'Italie et la Suède n'émettent aucune réserve. Le Danemark déclare officiellement sa souveraineté sur l'ensemble du Groenland en 1921. La Norvège renouvelle sa revendication sur la Terre d'Erik le Rouge en 1931, mais deux ans plus tard, la Cour permanente de justice internationale statue contre le pays, constatant que la revendication a été transférée au Danemark en 1814.
Peary encourage les États-Unis à revendiquer le Groenland, estimant que ne pas le faire viole la doctrine Monroe. Il veut acheter l'île pour ses richesses minières et éviter les bases étrangères qui, à mesure que la technologie aérienne et maritime s'améliorera, menacera son pays. Pendant la Première Guerre mondiale, les États-Unis décident qu'il est plus important d'obtenir les Antilles danoises pour défendre le canal de Panama, mais dans les années 1920, le général Billy Mitchell, qui prône l'expansion des forces aériennes américaines, veut des bases américaines au Groenland et en Islande.

### Années 1930

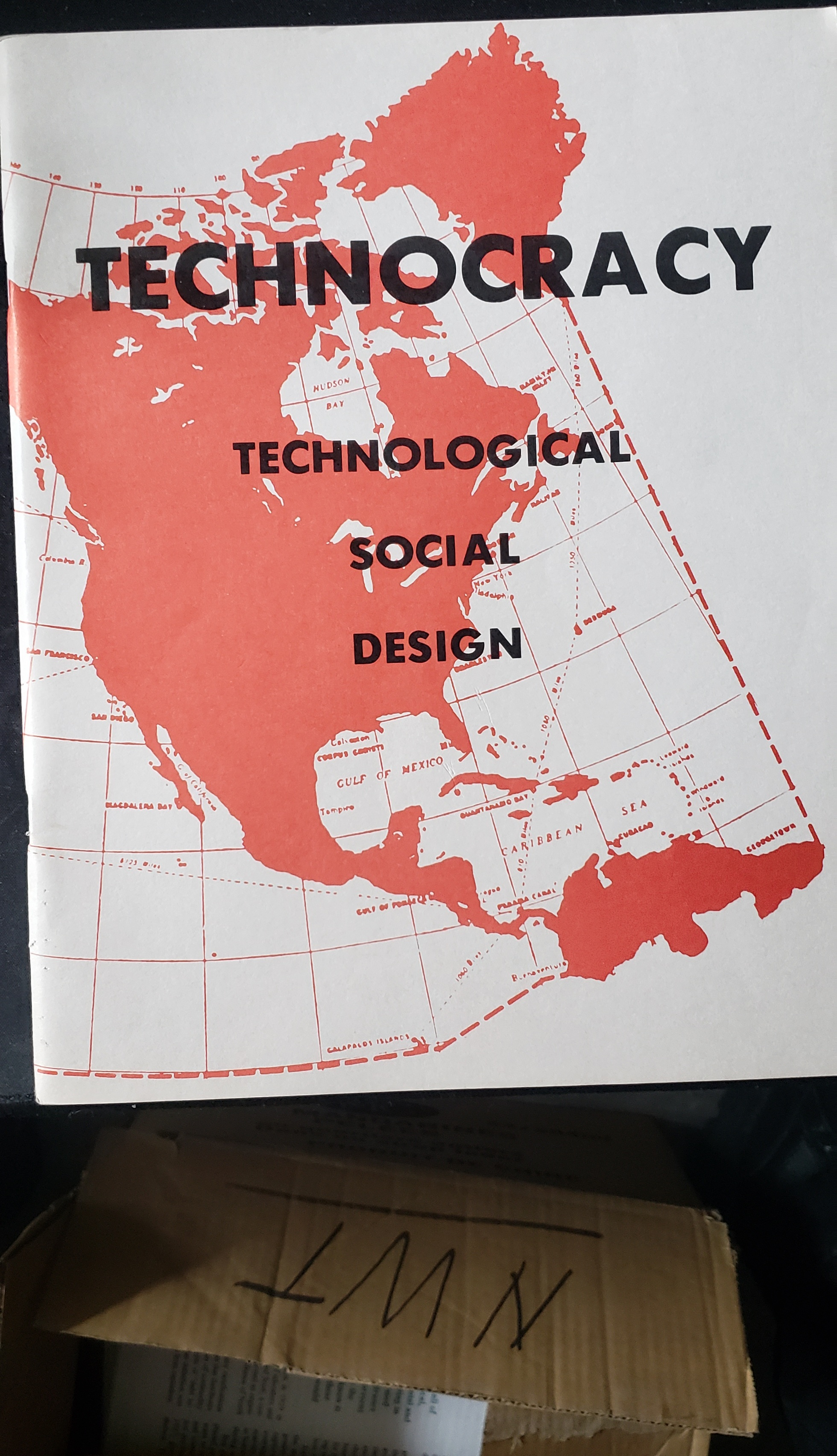
Représentation du Technat en rouge, montrant l'extension géographique prévue par Technocracy Inc.

Dans les années 1930, le mouvement technocratique qui a eu une grande notoriété à cette période, promouvait la notion de Technat, entité géopolitique autonome et autarcique, qui additionnait le Groënland, le Canada, le Mexique et une partie de l'amérique centrale aux états-unis.
La justification était l'objectif autarcique du Technat qui a besoin de toutes les ressources nécessaires à son fonctionnement et au calcul précis et prévisible des "certificats d'énergie" à la base de son économie.

### Seconde Guerre mondiale
En 1939, le cabinet du secrétaire d'État américain Cordell Hull lui conseille de ne pas proposer d'acheter le Groenland. Le secrétaire américain à la Guerre Harry Woodring déclare que l'île est trop éloignée des voies maritimes et aériennes américaines.
Au début des années 1940, le gouvernement reconnaît l'importance du Groenland pour la politique arctique des États-Unis (en). Avant la Seconde Guerre mondiale, l'île fait partie de Rainbow 4, un plan d'urgence visant à faire face à un siège de l'Amérique du Nord dans lequel les États-Unis sont attaqués simultanément de toutes les directions par toutes les grandes puissances. Dans Rainbow 4, les forces américaines doivent s'emparer de manière préventive de toutes les possessions néerlandaises, danoises et françaises de l'hémisphère occidental, dont le Groenland, et y placer des garnisons pour former un périmètre défensif autour des États-Unis,,.
L'invasion allemande du Danemark le 9 avril 1940 complique le statut juridique du Groenland pendant la Seconde Guerre mondiale. En raison de sa proximité avec le continent nord-américain et du fait qu'il s'agit de la seule source importante connue de cryolite, ainsi que des tentatives allemandes d'utiliser l'île pendant la guerre climatique de l'Atlantique Nord, les États-Unis appliquent pour la première fois la doctrine Monroe aux colonies européennes de l'océan Atlantique Nord. Les États-Unis débarquent au Groenland des garde-côtes armés de l'USCGC Northland (WPG-49) (en) pour défendre le territoire. Avant le débarquement, les garde-côtes sont officiellement démobilisés et reconstitués en tant que force de « volontaires » pour créer une fiction juridique qui évitera les accusations d'invasion américaine du pays, les États-Unis étant neutres et le gouvernement danois n'ayant pas accepté le débarquement. Les États-Unis signent un accord avec l'ambassadeur du Danemark aux États-Unis (en), Henrik Kauffmann, autorisant l'entrée officielle des forces américaines au Groenland, et l'armée américaine occupe l'île en 1941. Kauffmann agit sans le consentement de son gouvernement, qui considère l'accord comme nul et le rappelle. Il reste aux États-Unis et, après la fin de la guerre, le gouvernement danois le reconnaît de nouveau comme ambassadeur dans le pays.

### Efforts d'après-guerre pour rapatrier les forces américaines
À la fin de la guerre, le Danemark s'attend à ce que les forces américaines quittent le Groenland et est pris par surprise lorsque les États-Unis indiquent qu'ils n'ont pas l'intention de partir. Au cours des années suivantes, les responsables danois tentent, sans succès, de convaincre les États-Unis de quitter l'île. Selon Jeroen van Dongen, une période de tension s'ensuit entre les deux pays car, malgré ses souhaits, « le Danemark n'était clairement pas en mesure de forcer les États-Unis à quitter le Groenland » et ne dispose d'aucun moyen pour refuser aux États-Unis l'accès au territoire.
Au printemps 1948, le Danemark abandonne l'idée de persuader les Américains de partir. Le ministre du Commerce Jens Otto Krag écrit dans son journal que l'adhésion du pays à l'OTAN est en partie motivée par le fait que « l' occupation partielle de fait du Groenland par les États-Unis (que nous n'avons pas le pouvoir d'empêcher) » amènera l'Union soviétique à considérer son pays comme un allié des États-Unis, et que le Danemark devra tirer profit de cette relation. Certains Danois espèrent qu'en tant que membre de l'OTAN, les États-Unis discuteront des questions groenlandaises de manière multilatérale, ou évacueront les bases, le Danemark étant un allié, mais cela ne se produit pas.

### Proposition de 1946

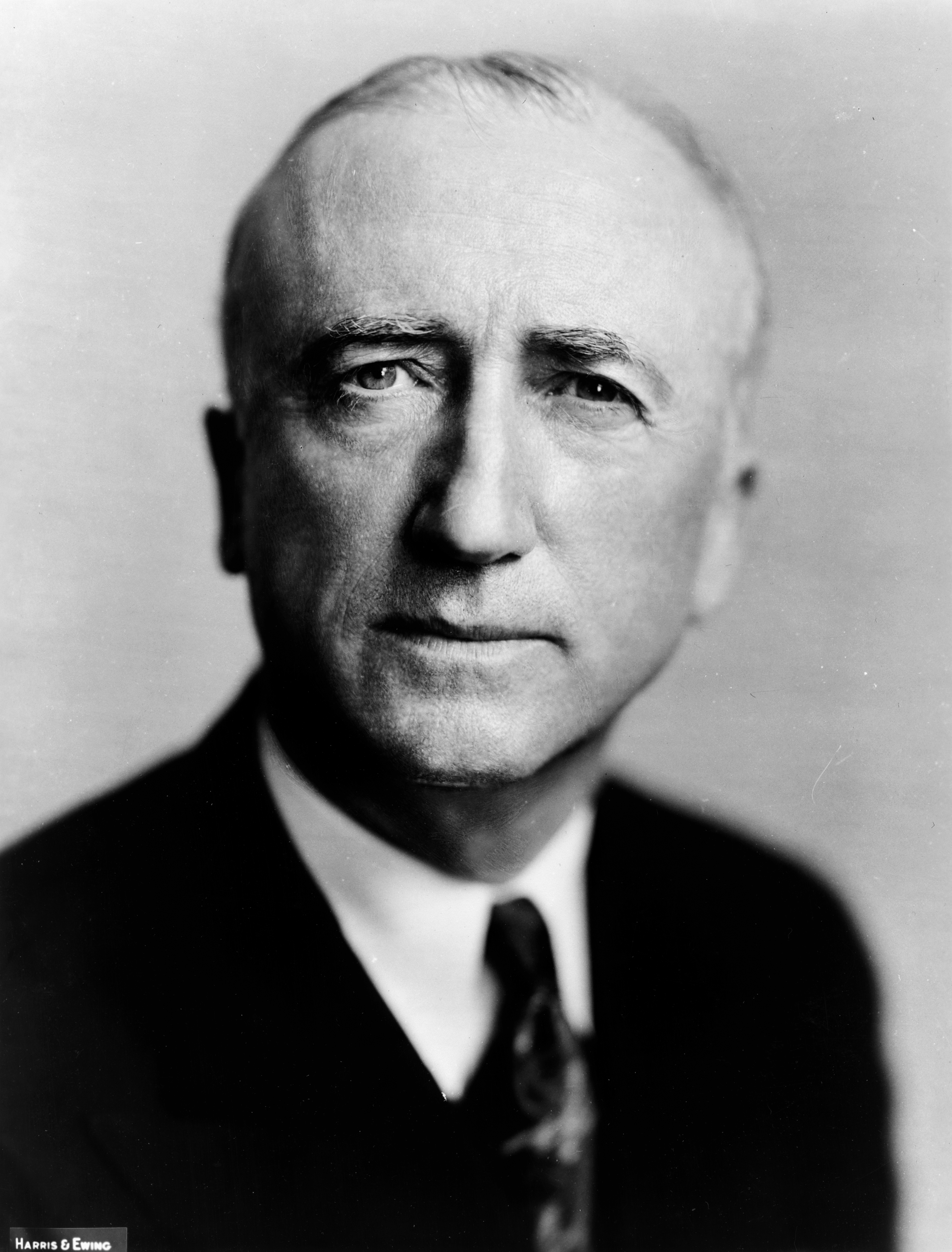
En 1946, le secrétaire d'État américain James Byrnes offre 100 millions de dollars au Danemark en échange du Groenland.

En 1946, le Comité des chefs d'état-major interarmées désigne le Groenland et l'Islande comme deux des trois sites internationaux essentiels pour l'installation de bases américaines. Lors de la création de l'OTAN, les deux îles sont considérées comme plus importantes pour la défense américaine et canadienne que certains pays d'Europe occidentale. Le Groenland se trouve sur la route polaire (en) la plus courte entre Washington et Moscou, et à peu près à mi-chemin entre les deux villes.
En 1946, les États-Unis offrent au Danemark 100 millions de dollars (1 milliard de dollars actuels) en lingots d'or pour le Groenland. Le sénateur américain Owen Brewster (en) déclare en novembre 1945 qu'il considère l'achat de l'île comme « une nécessité militaire ». Le comité de planification et de stratégie du Comité des chefs d'état-major interarmées détermine en avril 1946 que l'acquisition de cette île « complètement sans valeur pour le Danemark » est vitale pour les États-Unis.
William C. Trimble (en), du département d'État, fait valoir que même si « peu de gens au Danemark ont un intérêt réel au Groenland, économique, politique ou financier », le fait d'en être propriétaire donnera aux États-Unis des bases d'où lancer des opérations militaires dans l'Arctique contre les adversaires de l'Amérique. Il suggère le prix de 100 millions de dollars et discute d'une offre alternative de terres à Point Barrow, en Alaska. Si le commerce avec l'Alaska avait lieu, à partir de 1967, le Danemark bénéficierait du champ pétrolifère de Prudhoe Bay, la découverte de pétrole la plus riche de l'histoire américaine. Le secrétaire d'État James F. Byrnes fait l'offre de 100 millions de dollars le 14 décembre 1946, dans un mémorandum remis au ministre danois des Affaires étrangères Gustav Rasmussen lors de sa visite à Washington,.
Le mémorandum décrit la position américaine sur ce qu'il faut faire à propos de l'accord informel de 1941 conclu en 1941 par Kauffmann pour stationner des forces américaines au Groenland. Il propose trois alternatives : deux variantes de l'accord de 1941 (un bail de 99 ans sur les bases américaines existantes sur l'île, ou la prise en charge totale de la défense de l'île par les États-Unis) ou l'achat du Groenland. Les États-Unis préfèrent acheter et pensent que cela sera mieux pour le Danemark, car cela évitera les critiques sur les bases américaines sur le sol danois et évitera au Danemark le coût du soutien au Groenland. L'Américain dit au Danois qu'une vente « serait la solution la plus claire et la plus satisfaisante ».
« Nos besoins […] ont semblé être un choc pour Rasmussen », déclare Byrnes. Le mémorandum surprend en effet le danois, des rumeurs à l'époque affirment que les États-Unis veulent acheter le Groenland, mais la position du gouvernement danois est que les États-Unis retireront leurs troupes, sur la base du libellé de l'accord Kauffmann de 1941 selon lequel il restera en vigueur « jusqu'à ce qu'un accord soit trouvé pour que les menaces actuelles à la paix et à la sécurité du continent américain aient pris fin ». Le gouvernement danois comprend que les menaces sont la guerre mondiale, il ne sait pas que les États-Unis comprennent que cela inclut également les menaces d'après-guerre de l'Union soviétique.
Rasmussen décline les trois options et retourne au Danemark. Il déclare à l'ambassadeur des États-Unis Josiah Marvel (en) : « Bien que nous devions beaucoup à l'Amérique, je ne pense pas que nous leur devions l'île entière du Groenland ». L'offre américaine surprend Rasmussen en raison de la duplicité de Kauffmann, qui, avec un ami du département d'État américain, plaide pour une présence américaine au Groenland sans en informer pleinement le gouvernement danois. Kauffmann a minimisé dans ses rapports l'importance des propositions de prise de contrôle ou d'achat à la Chambre des représentants des États-Unis, affirmant que l'idée est considérée comme ridicule par le gouvernement américain, alors qu'en fait ce n'est pas le cas. Il n'a pas non plus transmis des parties importantes d'une proposition américaine de 1945 visant à conserver ses bases sur l'île après la guerre. Rasmussen se rend à Washington en 1946 dans l'espoir d'annuler l'accord de 1941, ne comprenant pas, en raison de la duplicité de Kauffmann, pourquoi rien n'a été fait suite aux précédentes ouvertures du gouvernement danois à cet égard.
En janvier 1947, le magazine Time annonce que l'armée américaine souhaite acheter l'île, affirmant que Lansing a commis une erreur en renonçant à la revendication américaine sur « la plus grande île et le plus grand porte-avions stationnaire du monde ». Le magazine prédit que le Groenland « serait aussi précieux que l'Alaska au cours des prochaines années » pour la défense. Le magazine Time observe que malgré sa fierté nationale, « le Danemark devait 70 millions de dollars aux investisseurs américains » alors que le pays manque de dollars, et que des rumeurs à Copenhague affirment que le prix de l'île sera d'un milliard de dollars (11 milliards de dollars actuels), soit près de quatre fois l'aide danoise du plan Marshall.
La vente du Groenland pourrait faciliter le retour du Danemark à sa neutralité traditionnelle et fournirait au pays les fonds dont il a grandement besoin après la guerre. Cependant, tous les partis politiques danois rejette la vente de l'île lorsqu'ils entendent les rumeurs. Jens Sønderup déclare lors d'un débat budgétaire en 1947 :

« Des rumeurs ont circulé dans les journaux selon lesquelles les États-Unis souhaiteraient acquérir le Groenland. Le roi Dollar est en passe de devenir, pour ainsi dire, un acteur majeur dans tous les domaines. Je n'ai pas connaissance d'une quelconque démarche concernant l'achat du Groenland, mais je suppose qu'il est acquis que nous ne nous lancerons dans aucune démarche à cet égard. Si les Groenlandais souhaitent une nouvelle relation ou une sécession, ce serait une autre affaire, mais à cet égard, il ne peut être question d'aucune forme de transaction financière. »

Rasmussen répond au cours du débat que l'idée est absurde et déclare que le Danemark n'est en aucun cas disposé à céder sa souveraineté sur le Groenland. Les Antilles ne sont qu'un investissement pour les danois, mais depuis l'âge d'or danois du XIXe siècle, ils considèrent les colonies danoises d'outre-mer dans l'Atlantique Nord, y compris le Groenland, comme faisant partie de leur histoire viking et de leur identité nationale. L'île est pour le Danemark similaire au Raj britannique pour le Royaume-Uni, et les danois ressentent une responsabilité paternaliste, de type « fardeau de l'homme blanc », envers son peuple. Bien que le Groenland ne contribue pas à l'économie danoise, le Danemark prévoit d'y développer le commerce et l'extraction de ressources.
En proposant d'acheter le Groenland, les États-Unis signifient au Danemark qu'il est peu probable qu'ils partent un jour. Le Danemark ne comprendra pleinement l'importance stratégique de l'île pour les États-Unis que dix ans plus tard. La vision du gouvernement danois sur la sécurité nationale est plus étroite et ne s'étend pas jusqu'à considérer le Groenland comme faisant partie de celle-ci. Le statut juridique de l'accord de 1941 est instable, les États-Unis continuant à faire pression pour l'achat et le Danemark rejetant l'offre, laissant les choses en l'état jusqu'aux années 1960.
Après les élections du Folketing danois de novembre 1947, le nouveau gouvernement de Hans Hedtoft poursuit et étend la stratégie de duplicité de Kauffmann. Aux yeux de l'opinion publique danoise, il maintient que les États-Unis se retireront du Groenland comme prévu. Aux yeux des États-Unis, le gouvernement Hedtoft déclare que sa propre position est que la présence américaine restera. Sa propre position est de persuader les États-Unis de se retirer. Kauffmann poursuit également son propre programme personnel. Le gouvernement danois ne fait preuve d'aucune duplicité sur un point, il ne va pas céder purement et simplement le Groenland à une puissance étrangère.
Marvel dit à Rasmussen qu'il ne doit rien faire qui pourra conduire à la divulgation de ce qui a transpiré lors de la réunion de Rasmussen avec Byrnes. Le gouvernement danois garde secret l'intérêt américain du public, dans le cadre de sa propre stratégie. L'offre de 1947 est classée jusqu'aux années 1970, et le Jyllands-Posten en parle en 1991.

### Guerre froide et proposition de 1955

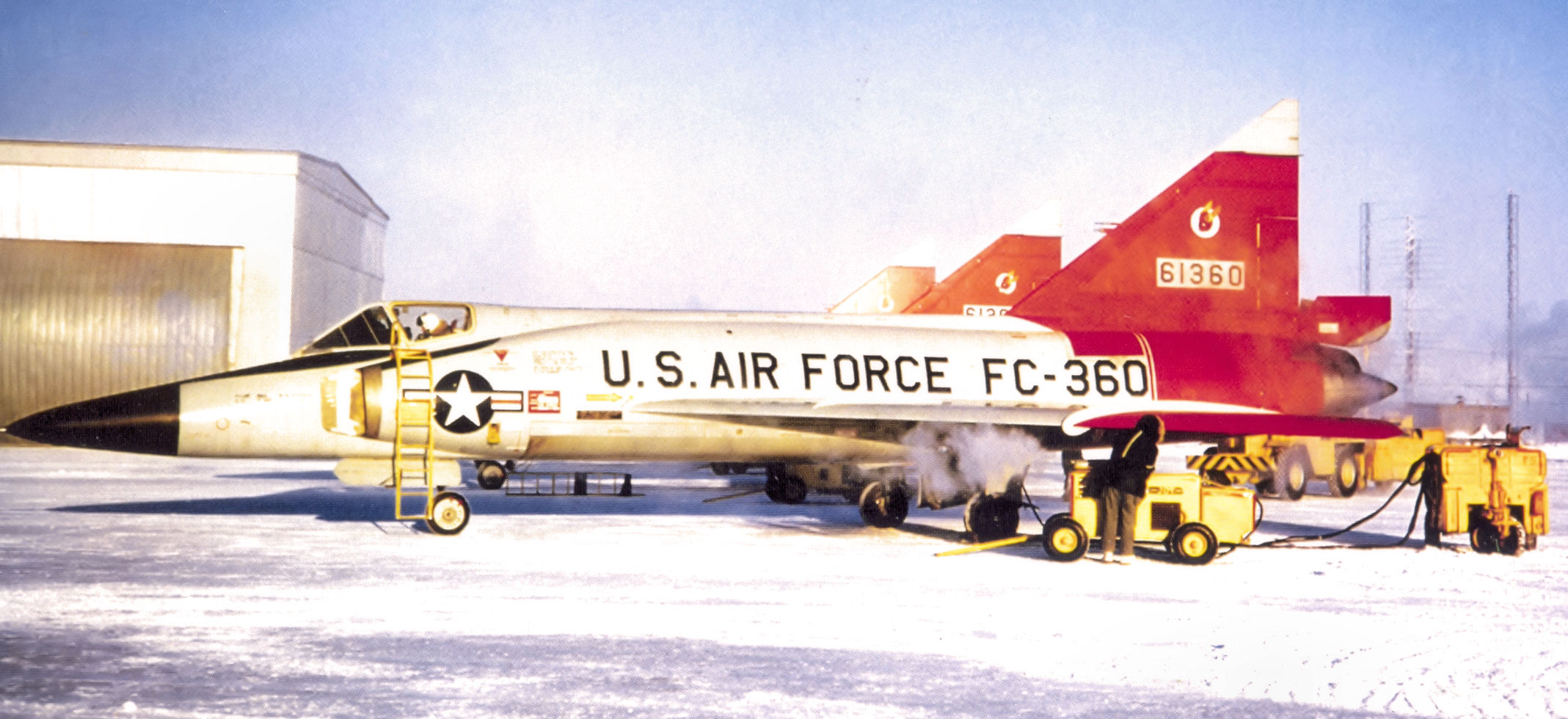
Un avion intercepteur de l'armée de l'air américaine à la base aérienne de Thulé, en 1958.

En 1950, un universitaire écrit que, malgré les démentis officiels des rumeurs d'un achat américain, en raison du coût important du Groenland pour le Danemark et de son importance stratégique, « la vente potentielle de l'île aux États-Unis reste une possibilité réelle ».
Après la guerre, le Danemark n'est pas en mesure de défendre le Groenland, une île couverte de glace 50 fois plus grande que lui. En avril 1951, le Danemark et les États-Unis signent l'accord de défense du Groenland. Remplaçant l'accord de 1941, il permet à ce dernier pays de conserver ses bases militaires au Groenland et d'établir de nouvelles bases ou « zones de défense » si l'OTAN le juge nécessaire. L'armée américaine peut utiliser et se déplacer librement entre ces zones de défense, mais ne peut pas empiéter sur la souveraineté danoise au Groenland. L'accord reste en vigueur aussi longtemps que le traité de l'OTAN,. Le Danemark reconnaît que sans cet accord, le Groenland se rapprochera de toute façon des États-Unis, que ce soit en tant que pays nominalement indépendant ou avec une affiliation de type portoricain. Le Pentagone déclare au président Dwight Eisenhower que les danois sont « très coopératifs en laissant aux États-Unis une grande liberté de manœuvre au Groenland ». Un universitaire danois écrit plus tard que la souveraineté de son pays sur l'île pendant la guerre froide est fictive, les États-Unis détenant une souveraineté de facto. La BBC écrit que l'accord de 1951 « donnait en fait aux États-Unis tout ce qu'ils voulaient ». En 1955, les chefs d'état-major interarmées proposent néanmoins à Eisenhower que la nation tente à nouveau d'acheter le Groenland, écrivant que « la souveraineté fournit la base la plus solide pour assurer qu'un territoire et ses ressources seront disponibles pour une utilisation militaire en cas de besoin. La souveraineté des États-Unis sur le Groenland éliminerait tout doute quant à la disponibilité inconditionnelle des bases ».
Vers 1953, lors de l'opération Blue Jay (en), les États-Unis construisent la base aérienne de Thulé dans le nord du Groenland. À partir de 1959, l'île fait partie du NORAD. Thulé emploie plus de 1 000 groenlandais et compte près de 10 000 personnels américains. Elle et environ 50 autres bases américaines effectuent des tâches telles que le suivi des sous-marins soviétiques dans la zone de l'océan Atlantique du passage du GIUK. Camp Century est une expérience d'ingénierie polaire qui préfigure la colonisation de la Lune. Le projet Iceworm (en), annulé, aurait déployé 600 missiles Minuteman sous la glace.
Alors que l'empire portugais se rétrécit, l'empire danois, avec le Groenland, devient le plus grand empire du monde. Au cours des années 1970, le vice-président Nelson Rockefeller suggère d'acheter le Groenland pour l'exploiter. La proposition est rapportée publiquement pour la première fois en 1982 par Joseph E. Persico, rédacteur de discours de Rockefeller, dans son livre The Imperial Rockefeller. Écrivant en 1975, C. L. Sulzberger affirme que la position américaine générale est que le Groenland « devait être couvert par la doctrine Monroe » et estime qu'il est impossible pour l'île de fonctionner de manière indépendante, affirmant que « 25 % des insulaires souffrent de maladies vénériennes ». En 1990, Patrick Buchanan suggère que l'expansion américaine pour inclure le Groenland n'est « pas un rêve si fou » et ne nécessite que de la « patience ».
L'intérêt des États-Unis pour l'île diminue brusquement après la guerre froide, les radars du NORAD sont abandonnés, « bien que Thulé, la base aérienne la plus septentrionale des États-Unis, abrite le réseau de capteurs qui fournit une alerte précoce aux missiles et une surveillance et un contrôle de l'espace », et depuis 2004, Thulé est la seule base américaine, avec quelques centaines d'Américains. Le désintérêt des États-Unis pour l'île après la guerre froide déçoit de nombreux groenlandais. Jusqu'en 2004, les propositions de financement américain de la recherche et des bourses d'études sur le climat n'aboutissent pas.

### XXIesiècle
Les États-Unis, la Russie et la Chine accroissent leur attention au Groenland et à la géopolitique de l'Arctique (en) au début du XXIe siècle. La secrétaire d'État américaine Hillary Clinton et son homologue russe Sergueï Lavrov assistent à la réunion des cinq pays de l'Arctique (en) en 2010. Rasmus Nielsen déclare en 2019 : « Ces dernières années, nous pouvons constater une plus grande attention et une plus grande implication de la part des États-Unis [au Groenland]. On sent que les États-Unis se réveillent vraiment face à la réalité de l'Arctique – en partie à cause de la Russie, en partie à cause de la Chine ».

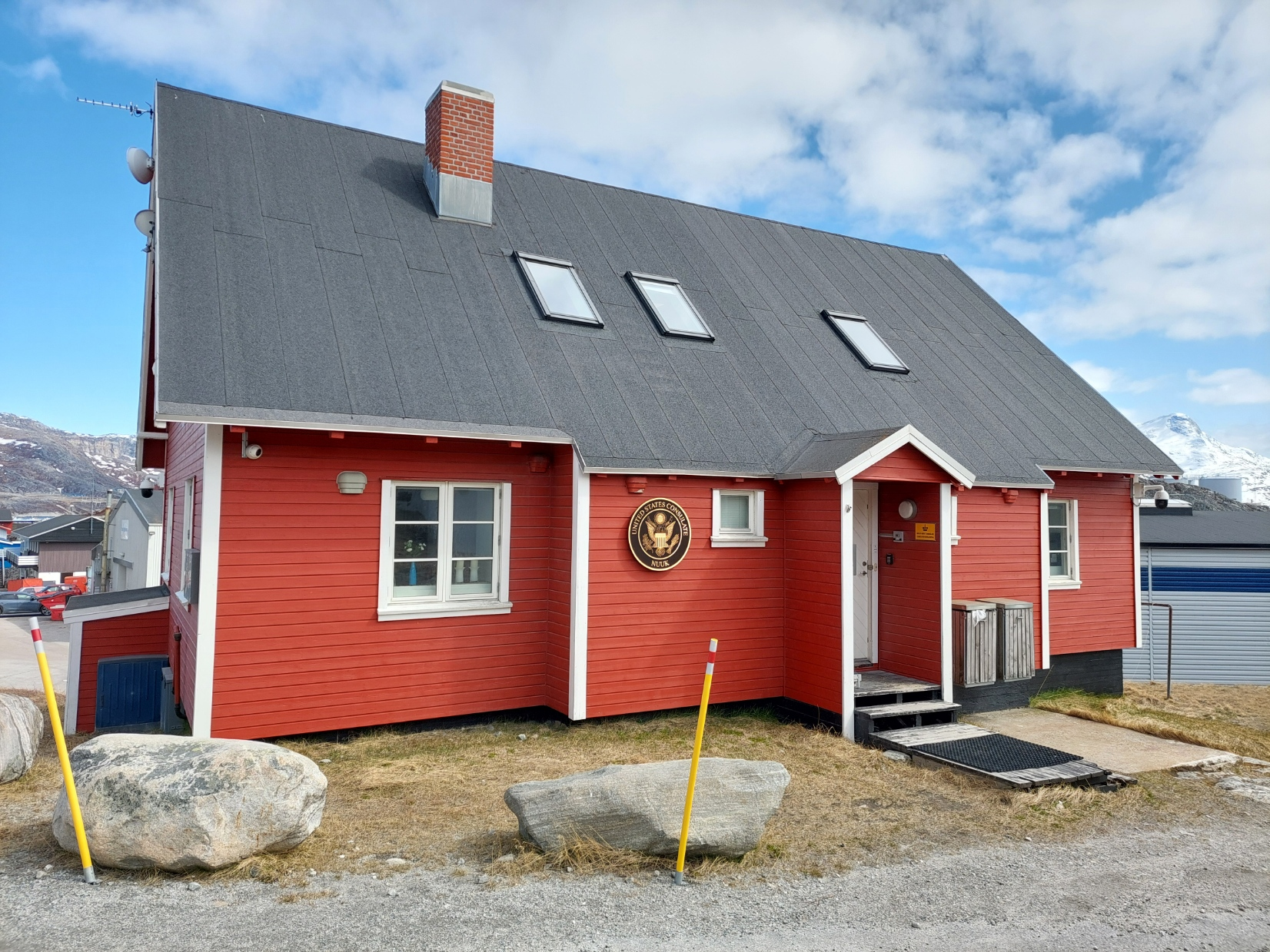
En 2020, les États-Unis ouvrent un consulat au Groenland (photo) pour la première fois depuis plus de 60 ans.

L'ambassadeur américain au Danemark, James P. Cain (en), écrit en 2007 que l'indépendance du Groenland est inévitable. Son pays a la possibilité d'influencer la structure d'une nouvelle nation et doit donc se préparer en communiquant directement avec le Groenland lorsque l'île acquerra son autonomie. Les programmes éducatifs, culturels et scientifiques américains en cours renforcent les relations avec le futur pays et tiennent la Chine à l'écart, écrit Cain.
L'île est toujours importante pour la sécurité américaine et de l'OTAN. Walter Berbrick du Naval War College déclare en 2019 : « Quiconque détient le Groenland détient l'Arctique. C'est l'emplacement stratégique le plus important de l'Arctique et peut-être du monde ». Les États-Unis mettent l'accent sur la géographie nord-américaine du Groenland, et les responsables diplomatiques et militaires américains ainsi que l'United States Geological Survey (USGS) visitent souvent l'île. En 2018, les Américains rétablissent la deuxième flotte américaine, responsable de l'Atlantique Nord. Berbrick propose de baser la flotte au Groenland, et le sous-secrétaire à la politique de Défense John Rood (en) signe un accord pour investir dans des infrastructures à double usage. Henrik Breitenbauch de l'université de Copenhague déclare que l'accord, que le Groenland accueille favorablement, fait partie de l'accent croissant mis par les États-Unis sur la défense de l'Amérique du Nord. L'île peut être le lieu où les États-Unis construiront le nouveau port stratégique de l'Arctique, comme le prévoit la loi d'autorisation de la défense nationale pour l'exercice 2020 (en).
En 2019, le Groenland demande aux États-Unis une étude aérienne (en). Prévue avant mais réalisée après la proposition d'achat de l'administration Trump, la marine américaine utilise l'imagerie hyperspectrale au-dessus de Garðar et l'USGS interprète les données pour rechercher des ressources minérales. Le Groenland accepte en avril 2020 une subvention américaine de 12,1 millions de dollars. En décembre 2019, le Danemark approuve une demande de l'administration Trump pour un consulat au Groenland. Ouvert pendant la Seconde Guerre mondiale et fermé en 1953, le consulat rouvre en juin 2020,, un jour après que l'administration annonce qu'elle construira une nouvelle flotte de brise-glace. Nick Solheim du Wallace Institute for Arctic Security déclare que les deux lois « sont les choses les plus monumentales que nous ayons faites dans la politique arctique au cours des 40 dernières années ».

### Propositions de Donald Trump
Depuis 2019, lors de son premier mandat et de plus en plus depuis son élection pour son second mandat, Donald Trump affirme à plusieurs reprises que les États-Unis doivent contrôler le Groenland,. Il considère un Grand États-Unis à la fois comme vital pour la sécurité nationale et comme un moyen de renforcer son héritage historique en tant que président, à l'instar de la façon dont son prédécesseur William McKinley a acquis un nouveau territoire pour les États-Unis.

#### Première présidence

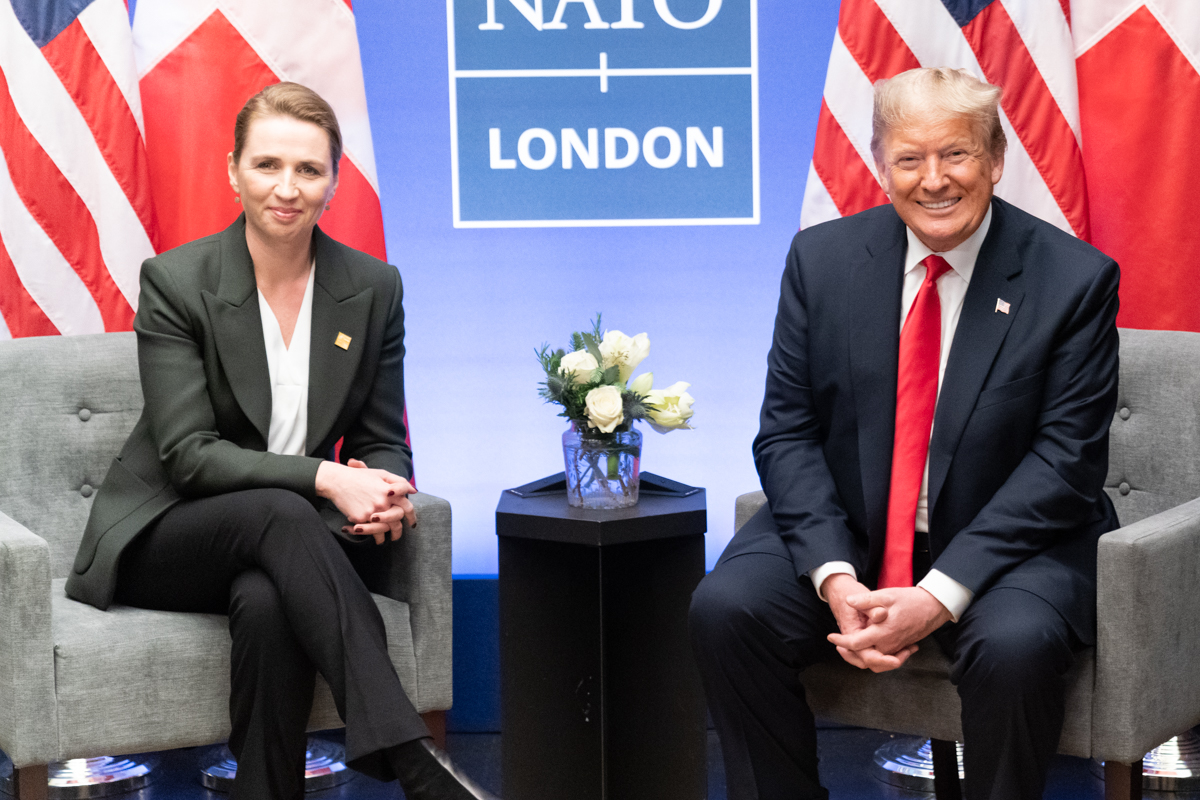
En août 2019, Trump annule sa visite d'État au Danemark en raison des propos de Mette Frederiksen (à gauche), qualifiant d'« absurde » la possibilité d'acheter le Groenland.

Trump discute de l'acquisition du Groenland depuis 2017. Au cours de sa première présidence, Ron Lauder suggère à Trump que les États-Unis achètent le Groenland et propose d'agir comme canal de communication avec le gouvernement danois. Trump affirme ensuite que l'idée est son inspiration personnelle et charge le conseiller à la sécurité nationale John Bolton de l'étudier. Bolton charge Fiona Hill (en) de travailler sur la proposition, réunit une petite équipe pour discuter des options et engage des pourparlers secrets avec l'ambassadeur du Danemark. Trump suggère à plusieurs reprises de prendre de l'argent fédéral pour Porto Rico pour acheter le Groenland et discute de l'échange de l'île contre le territoire. Trump déclare ensuite aux journalistes du New York Times Peter Baker (en) et Susan Glasser (en) dans une interview pour leur livre, The Divider (en), qu'il est fasciné par l'accord en raison de la taille de l'île et qu'il pense que c'est une excellente affaire immobilière qui assurera sa place dans l'histoire,.
Trump discute de l'idée d'acheter le Groenland avec des conseillers de haut rang, et le sénateur Tom Cotton, qui propose d'acheter l'île à l'ambassadeur danois Lars Gert Lose en août 2018,. Le géologue australien Greg Barnes discute des terres rares de l'île avec 20 responsables de l'administration à la Maison Blanche en juillet 2019. Les partisans d'une acquisition au sein et en dehors de l'administration Trump, y compris le Bureau des océans et des affaires environnementales et scientifiques internationales (en), discutent de l'élargissement du partenariat américain avec l'île, y compris un éventuel achat. Un responsable déclare que les États-Unis peuvent subventionner le Groenland bien plus que le Danemark, en janvier 2020, la subvention est inférieure au budget annuel d'El Paso, au Texas. Cotton déclare qu'il a suggéré l'achat au président en raison de l'importance de l'île pour la sécurité nationale américaine et de son grand potentiel économique. « Quiconque ne peut pas voir cela est aveuglé par la folie de Trump », déclare Cotton.
Lorsque le Wall Street Journal rend compte des discussions de Trump en août 2019, le Premier ministre du Groenland Kim Kielsen, la ministre des Affaires étrangères du Groenland Ane Lone Bagger, les représentants groenlandais au Parlement du Danemark, la Première ministre du Danemark Mette Frederiksen, l'ancien Premier ministre du Danemark et chef de facto de la coalition d'opposition Lars Løkke Rasmussen, et des membres d'autres partis, de l'Alliance rouge et verte d'extrême gauche au Parti populaire danois d'extrême droite, rejettent tous une vente. Les déclarations vont de simples commentaires diplomatiques selon lesquels « le Groenland n'est pas à vendre » à de fermes refus qualifiant l'idée d'une vente du Groenland et de son peuple de « complètement ridicule ». Certains politiciens suggèrent que la proposition de Trump d'acheter le Groenland doit être une plaisanterie. Frederiksen, déjà au Groenland, déclare : « C'est une discussion absurde » car « le Groenland n'est pas à vendre. Le Groenland n'est pas danois. Le Groenland est groenlandais »,. La Première ministre souligne le désir du Danemark de poursuivre des relations étroites avec les États-Unis, déclarant qu'elle est ouverte à une augmentation de la présence militaire américaine.
Le 20 août 2019, Trump annule une visite d'État prévue des États-Unis au Danemark en raison des remarques de Frederiksen rejetant la possibilité d'une vente. L'annulation survient peu de temps après que Carla Sands (en), l'ambassadrice américaine, tweete que « le Danemark est prêt pour la visite du POTUS @realDonaldTrump ! Partenaire, allié, ami » surprenant le gouvernement danois qui, selon le New York Times, est déconcerté par la nouvelle. Le gouvernement danois fait rapidement part aux États-Unis de son soutien à la politique américaine, y compris dans l'Arctique. Le lendemain, Frederiksen invite à « une coopération renforcée » avec les États-Unis sur les affaires arctiques. Après avoir réitéré que le Groenland n'est pas à vendre, Frederiksen répète sa déclaration sur l'importance de l'alliance des États-Unis en anglais pour s'assurer que les responsables américains entendent ses paroles. La tentative danoise d'apaiser le grand pays fonctionne apparemment. Plus tard dans la journée, le secrétaire d’État américain Mike Pompeo téléphone au ministre danois des Affaires étrangères Jeppe Kofod, louant la coopération dano-américaine dans la région arctique, y compris le Groenland, et l'alliance entre les deux pays. Tous deux confirment également leur intention de renforcer la coopération dans la région,. L'analyste danois Kristian Mouritzen déclare que Pompeo a aidé Frederiksen à « aplanir les choses avec Trump », évitant ainsi ce qui « devenait un très gros problème pour le Danemark ».
Selon un diplomate à Pékin, Trump pense probablement à la Chine lorsqu'il propose d'acheter le Groenland. L'intérêt du président montre que « les États-Unis n'ont pas l'intention de partir […] ce à quoi le Groenland ne peut rien. Le Danemark non plus » depuis 1941, déclare Bo Lidegaard (en). « C'est comme ça dans un monde où, en fin de compte, ce sont les plus forts qui décident », la Chine et la Russie étant les pires alternatives, ajoute-t-il. Andreas Bøje Forsby, de l'université de Copenhague, déclare que l'intérêt de Trump est « un signal très clair à la fois à la Chine et au Danemark que le Groenland fait partie d'une zone stratégique américaine exclusive ». L'amiral Nils Wang (da), ancien chef de la marine royale danoise, déclare que « l'approche de Trump est peut-être farfelue, mais elle envoie un message sérieux à la Russie et à la Chine – ne nous embêtez pas au sujet du Groenland. Cela change complètement la donne ».
Les partisans de l'achat américain ne mentionnent pas le mouvement indépendantiste groenlandais dans les documents officiels pour éviter d'agacer les danois. Comme l'île peut déclarer son indépendance, elle peut s'affilier aux États-Unis. « La seule façon pour Trump de pouvoir acheter le Groenland serait de leur faire une offre qu'ils ne pourraient pas refuser », déclare Ulrik Pram Gad de l'université d'Aalborg. Jon Rahbek-Clemmensen, du Collège royal de défense danois (en), prédit des négociations difficiles pour le Danemark. Il s'attend à ce que l'île cherche des avantages diplomatiques et financiers auprès du Danemark et des États-Unis, et que le Groenland et les États-Unis négocient éventuellement de manière bilatérale. Convenant qu'ils doivent négocier sans le Danemark, The London Globalist suggère que « les États-Unis devraient faire comprendre que [...] cette [subvention] sera considérablement augmentée, aussi brutal et inconvenant que soit cet instrument ».
Les insulaires peuvent utiliser la possibilité d'une affiliation américaine lors des négociations avec le Danemark, déclare Thorsten Borring Olesen de l'université d'Aarhus. Poul Krarup, rédacteur en chef de Sermitsiaq, déclare que l'intérêt américain déclenche un nouveau débat national qui peut aboutir à une plus grande autonomie ou indépendance de l'île par rapport au Danemark. Il déclare que les groenlandais ne veulent pas vendre aux États-Unis mais veulent coopérer en tant que partenaire égal, suggérant que Trump visite l'île plutôt que le Danemark pour négocier. Alors qu'une majorité de groenlandais préfèrent le Danemark aux États-Unis, la plupart préfèrent ce dernier à la Chine. Un autre groenlandais espère que l'intérêt de Trump incitera le Danemark à « se réveiller et à montrer un peu de respect au Groenland. Beaucoup de danois pensent que tout le monde ici n'est qu'un inuit ivre. Mais maintenant que l'Amérique veut nous acheter, peut-être qu'ils peuvent voir qu'il y a beaucoup de valeur ici ». Un troisième déclare que « pendant des centaines d'années, [les danois] ont gagné des milliards de couronnes grâce au Groenland » tout en négligeant les groenlandais, et il espère que l'attention américaine leur donnera plus de pouvoir lors des négociations avec le Danemark.
Krarup déclare que les groenlandais, que Trump a offensés avec son offre, sont également en colère contre le Danemark pour avoir discuté du Groenland sans eux. Alors que Trump doit « changer [d'attitude] », Krarup espère que l'intérêt du président changera la situation politique de l'île. Parmi les politiciens groenlandais, la députée du Folketing Aaja Chemnitz Larsen déclare que le gouvernement danois traite déjà son île différemment à cause de Trump. La déclaration de Frederiksen « le Groenland n'est pas danois. Le Groenland est groenlandais » est, selon Gad, la première fois qu'un Premier ministre danois déclare que l'île a un certain contrôle sur les questions étrangères ou de sécurité. Pele Broberg (en) du Partii Naleraq déclare qu'avec la volonté américaine de remplacer la subvention danoise, le Groenland a une alternative au désintérêt danois pour l'indépendance du Groenland. Tout en rejetant un achat, il déclare que le Danemark n'est pas meilleur que les États-Unis, qui peuvent déjà faire ce qu'ils veulent au Groenland. Il propose que l'île entame le processus prévu par la loi danoise pour devenir indépendante et négocie directement avec les États-Unis pour obtenir un soutien militaire et financier américain,,. Steen Lynge (da) des démocrates est d'accord, déclarant que le Groenland doit utiliser l'offre de Trump pour devenir indépendant de la subvention danoise.
Tillie Martinussen (en), du Parti de la coopération (en), se déclare en désaccord avec le remplacement de la subvention danoise par celle d'un autre pays et met en garde contre les risques pour l'éducation et les soins de santé de l'île en cas d'affiliation aux États-Unis. Décrivant la proposition de Broberg comme inappropriée, Siumut déclare que le Groenland doit devenir indépendant sans aucune subvention et que l'île doit coopérer davantage avec le Danemark et les États-Unis. Le parti Atassut déclare qu'il est préférable de rester au sein du royaume danois, la subvention, l'aide danoise et la représentation au Folketing étant parmi les avantages que le Groenland perdra en cas d'affiliation américaine. Søren Espersen, du Parti populaire danois, qualifie Broberg de naïf de vouloir quitter le royaume, déclarant que « les États-Unis avaleront le Groenland d'une seule bouchée » après l'indépendance et ne remplaceront pas la subvention danoise. L'ancien ministre des Affaires étrangères Martin Lidegaard, du Parti social-libéral danois, déconseille également au Groenland de négocier une subvention américaine, car « les États-Unis ne sont pas le genre de nation qui donne quelque chose gratuitement ». Aqqaluk Lynge (en), ancien chef de la Conférence circumpolaire inuite, s'oppose à l'affiliation aux États-Unis, décrivant l'offre comme une attaque contre la souveraineté danoise et l'indépendance du Groenland.

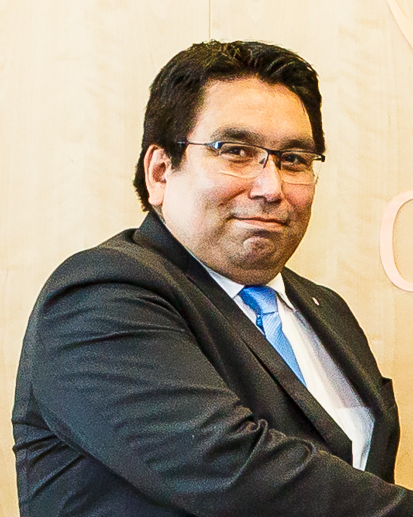
Le ministre des Finances du Groenland, Vittus Qujaukitsoq (photo), est accusé par le député danois Søren Espersen de contourner le Danemark et d'engager des négociations secrètes avec des responsables américains sur l'avenir de l'île.

Les habitants de l'île espèrent que la publicité autour de l'intérêt de Trump augmentera les investissements extérieurs et le tourisme au Groenland (en). Une société immobilière de Nuuk rapporte que les demandes internationales passent d'une ou deux par an à dix dans la semaine qui suit la proposition de Trump. Krarup déclare que le président « nous avait rendu service ; il a fait connaître le Groenland dans le monde entier. La meilleure publicité que nous pouvions obtenir ». L'île a besoin d'investissements américains et de subventions pour les aéroports, les routes et les lignes aériennes des États-Unis, déclare Krarup, ce qui rendra également le Groenland plus indépendant du Danemark. Après que le président plaisante en disant qu'il ne construira pas de Trump Tower là-bas, les agences de voyages nordiques constatent un intérêt nettement plus marqué pour le tourisme sur l'île. Krarup déclare que les groenlandais apprécient la blague et l'interprètent comme une déclaration de Trump selon laquelle il ne veut pas détruire la culture groenlandaise, beaucoup d'entre eux ayant répondu sur les réseaux sociaux « Make Greenland Great Again ». L'office du tourisme du Groenland répertorie l'offre de Trump et l'intérêt américain antérieur pour l'île sur son site Web.
Martin Lidegaard, Weekendavisen, Breitenbauch, et Hans Mouritzen de l'Institut danois d'études internationales (en) sont parmi ceux qui disent que Trump force le Danemark à ne pas ignorer le Groenland comme d'habitude, et à imaginer les deux séparément. Kielsen et Frederiksen soutiendront probablement des bases américaines supplémentaires. Breitenbauch déclare que parce que les États-Unis sont le partenaire de sécurité le plus important de son pays, il décrit comme un cauchemar pour le Danemark la possibilité que Trump lui demande de choisir entre le respect de la Déclaration du Sommet du Pays de Galles sur les dépenses de défense à 2 % du PIB, ou garder le Groenland. Que l'île soit indépendante ou affiliée au Danemark ou à l'Amérique, déclare Breitenbauch, les États-Unis continueront à exercer leur suprématie militaire et à restreindre les investissements étrangers qui affectent la sécurité nationale.
La réouverture de son consulat accroît l'influence américaine sur les insulaires, et est cohérente avec la proposition de Cain de 2007 de communiquer directement avec le Groenland. Le vice-président des États-Unis Mike Pence déclare que sa réouverture est « l'aboutissement des efforts de l'administration pour renforcer notre engagement dans la région arctique ». Larsen déclare en octobre 2019 que le consulat fait partie d'une « offensive de charme massive des États-Unis et d'un « soft power » en diplomatie », et qu'en raison de la négligence danoise de ses responsabilités au Groenland, une majorité sur l'île pourra soutenir l'annexion américaine dans cinq à dix ans. En novembre, Espersen accuse le ministre des Finances groenlandais Vittus Qujaukitsoq (en) de négociations bilatérales secrètes avec des responsables américains, défiant l'autorité danoise en matière de politique étrangère et de sécurité. Dans le cadre de « l'offensive de charme américaine », les ambassadeurs depuis Cain en 2007 se sont « méthodiquement préparés au jour où le Groenland se déclarerait indépendant – afin que les États-Unis puissent s'installer sur l'île en même temps », déclare Espersen. Il demande au Groenland de choisir entre le Danemark et les États-Unis. Qujaukitsoq nie cette affirmation et déclare que son calendrier de réunions avec les Américains est public. Tout en critiquant Espersen pour sa méfiance envers les responsables de l'île, Martin Lidegaard déclare que les États-Unis ont « un intérêt agressif pour […] le Groenland et l'Arctique ».
Lors d'une interview en 2021, Trump déclare qu'à la suite de la fuite publique de la proposition par le Wall Street Journal en août 2019, le gouvernement danois « a perdu son courage politique ». Tom Dans, nommé par Trump à la Commission de recherche arctique des États-Unis (en), déclare en 2025 qu'il a travaillé sur le Groenland jusqu'au dernier jour de la première administration Trump.

#### Deuxième présidence

Les États-Unis, y compris le Canada, le Groenland et la zone du canal de Panama, selon les projets expansionnistes proposés par Donald Trump (2024).

L'administration Biden encourage les investissements miniers occidentaux au Groenland. En 2024, des responsables américains et danois demandent à plusieurs reprises à la société du géologue Barnes, Tanbreez Mining, qui exploite le plus grand gisement de terres rares de l'île, de ne pas vendre le projet à des promoteurs chinois. Tanbreez vend le projet à Critical Metals des États-Unis, pour un prix bien inférieur à celui proposé par les chinois. La pression américaine s'apparente à des efforts américains similaires pour bloquer l'influence chinoise dans la ceinture de cuivre africaine.
Une semaine avant la réélection de Donald Trump comme 47e président, Nick Solheim, d'American Moment, un groupe qui prépare la transition, déclare que la proposition de Trump concernant le Groenland est sérieuse. Solheim cite le Homestead Act, laissant entendre que le gouvernement encouragera la colonisation américaine de l'île.
Peu après l'élection de novembre 2024, le représentant Mike Collins (GA-10), allié de Trump, publie une photo du Groenland sur une carte du collège électoral comme votant républicain dans le cadre du « Projet 2029 », suggérant que Trump fera une autre tentative d'achat du Groenland au cours de son deuxième mandat. « Acheter le Groenland » figurerait sur une liste d'objectifs de politique étrangère que l'administration entrante prépare après l'élection, et l'équipe de transition commence ce mois-là à discuter des opportunités commerciales au Groenland avec l'industrie privée, y compris Critical Metals. Gad déclare que le Groenland a discuté avec les deux administrations américaines précédentes de leur relation et est conscient que « les États-Unis ne partiront jamais ».
Le 22 décembre, Trump publie sur Truth Social un message affirmant que « la possession et le contrôle du Groenland par les États-Unis sont une nécessité absolue », invoquant des raisons de « sécurité nationale » et de « liberté dans le monde entier »,. Il le fait en annonçant la nomination de Ken Howery (en) comme ambassadeur au Danemark. Howery est précédemment ambassadeur des États-Unis en Suède. Le fils de Donald Trump, Eric Trump, dans un message sur X avec la légende « Nous sommes de retour !!! », montre les contours de la carte du canal de Panama, du Groenland et du Canada comme des articles dans un panier d'achat Amazon, ainsi qu'une image de son père regardant son téléphone avec le même écran ouvert. En réponse aux déclarations de la nouvelle administration Trump, le premier ministre groenlandais Múte Egede écrit : « Le Groenland est à nous. Nous ne sommes pas à vendre et ne le serons jamais. Nous ne devons pas perdre notre longue lutte pour la liberté ». La Première ministre Frederiksen répète ses propos de 2019 lorsque Trump fait sa première proposition d'achat du Groenland. Le ministre danois de la Défense Troels Lund Poulsen, à la suite des commentaires de Trump, annonce une augmentation des dépenses de défense au Groenland d'un « montant à deux chiffres en milliards » en couronnes (entre 876 millions et 8,7 milliards de dollars américains).
L'administration Trump continue à discuter publiquement de l'acquisition du Groenland en janvier 2025, tandis que les autorités danoises et groenlandaises insistent de nouveau sur le fait que l'île n'est pas à vendre. Dans son premier discours de 2025, le roi Frederik X du Danemark semble rejeter les offres de Trump de posséder le Groenland, lorsqu'il déclare : « Nous sommes tous unis et chacun d'entre nous s'est engagé pour le royaume du Danemark, de la minorité danoise du Schleswig du Sud jusqu'au Groenland. Nous appartenons tous ensemble ». La maison royale ordonne également le changement des armoiries royales du Danemark, pour inclure le Groenland de manière plus significative dans les armoiries.
Après le message de Noël de Trump sur le Groenland, le ministre groenlandais des Finances Erik Jensen (en) invite le président élu sur l'île (en tant que président du Siumut, et non au nom du gouvernement). Le 7 janvier, Donald Trump, Jr. arrive au Groenland, mais ne rencontre pas Jensen ni le gouvernement groenlandais. Son guide est Jørgen Boassen, un insulaire pro-Trump qui a l'intention de se présenter aux élections d'avril 2025 sur un programme pro-américain, bien qu'il déclare également son opposition à l'acquisition américaine du Groenland.
Trump Jr. arrive avant la conférence de presse de son père en Floride où le président élu Trump annonce qu'il instaurera des tarifs « très élevés » contre le Danemark s'il résiste aux tentatives de faire du Groenland un territoire américain, remet en question le statut juridique de la souveraineté danoise au Groenland et refuse d'exclure une action économique ou militaire contre le Danemark s'il refuse, invoquant des raisons de sécurité nationale et économique,,. Egede appelle au calme parmi les groenlandais : « Les annonces d'hier sont bien sûr inquiétantes. Cependant, il est nécessaire qu'en tant que nation, nous n'agissions pas à la hâte ». Trump peut utiliser l'International Emergency Economic Powers Act de 1977 pour augmenter les tarifs sur les produits danois, comme le médicament Ozempic de Novo Nordisk. Une étude de 2024 estime que le PIB du Danemark diminuera de 3 % si les États-Unis imposent des droits de douane de 10 % sur les importations de l'Union européenne. À l'inverse, un accord avec le Danemark sur le Groenland peut inclure un traitement Medicare et Medicaid favorable pour les produits pharmaceutiques danois. Le 16 janvier, les PDG des principales entreprises danoises Novo Nordisk, Vestas et Carlsberg, entre autres, se réunissent pour une réunion de crise au ministère d'État afin de discuter de la situation,.
L'arrivée de Trump Jr. à Nuuk est accueillie par une foule de résidents locaux, dont certains sont opposés à l'idée d'annexion mais sont présents parce que « c'est excitant d'avoir des visiteurs américains ». Au cours du voyage de Trump Jr., Donald Trump téléphone à un déjeuner que Trump Jr. a organisé à l'hôtel Hans Egede avec des résidents locaux de Nuuk, notamment des sans-abri et des résidents socialement vulnérables et un trafiquant de drogue de Nuuk, au cours duquel il proclame que le Groenland « est un endroit très spécial » et que les États-Unis « vous traiteraient bien » après une future annexion de l'île. Certains groenlandais qui participent au déjeuner avec Trump Jr. portent des chapeaux MAGA, associés au mouvement politique de son père. Des employés du supermarché local de Brugseni (en) affirment que l'équipe de relations publiques de Trump Jr. a distribué des casquettes MAGA aux personnes à l'extérieur du supermarché et leur a offert un déjeuner gratuit à l'hôtel Hans Egede voisin, et que plusieurs de ces personnes apparaissent sur la photo promotionnelle de Trump Jr. lors de sa visite. Un participant local au déjeuner déclare que l'équipe de Trump Jr. l'a invité à manger dans le meilleur restaurant local. Trump Jr. déclare après sa visite que les danois sont racistes envers les groenlandais et les traitaient mal, partageant l'avis de Chemnitz et Løkke. Le 14 janvier, les Nelk Boys, affiliés à Trump, se rendent également à Godthåb, distribuant des billets de dollars aux habitants.
La priorité de Frederiksen est de maintenir de bonnes relations avec les Américains, en raison du troc de la « carte du Groenland » qui est vital pour la sécurité de son pays depuis 80 ans, et parce que les États-Unis sont le premier partenaire commercial du Danemark. Elle demande une audience avec Trump pour discuter de la question du Groenland. Son gouvernement réitère en privé aux conseillers de Trump que l'île n'est pas à vendre, mais qu'il discutera d'une augmentation de la présence militaire américaine ou de toute autre demande américaine. Le Danemark veut convaincre Trump que les États-Unis n'ont pas besoin de posséder le Groenland. Le 15 janvier, Frederiksen et Trump ont une conversation téléphonique de 45 minutes sur le sujet du Groenland, après quoi Frederiksen déclare : « Il n'y a aucune raison de croire [...] que Trump ne soit pas sérieux dans ses déclarations sur son intérêt croissant pour le Groenland ». Deux jours plus tard, le ministre des Affaires étrangères Lars Løkke Rasmussen, après avoir été réprimandé par Frederiksen sur cet échange, déclare à Politiken : « Ce n'est pas comme si je pensais que c'était une bonne chose qu'elle ait eu cette conversation, car alors ce problème est résolu ».
Le sénateur américain John Fetterman déclare que, bien qu'il soit opposé à « l'annexion du Groenland par la force », une acquisition selon le même modèle que celui utilisé pour l'achat de la Louisiane ou de l'Alaska sera une « discussion raisonnable » à avoir. Le sénateur Dan Sullivan de l'Alaska déclare qu'il faut acheter le Groenland « si le prix est correct », mais que son État « offre tous les avantages du Groenland ». Jared Polis, le gouverneur du Colorado, est ouvert à la proposition « si c'est le choix du peuple du Groenland ». Bolton déclare que, bien qu'il soutienne l'objectif ultime de l'annexion du Groenland par les États-Unis, il n'est pas d'accord avec la manière dont Trump gère la question et estime qu'une approche plus sensible et plus délicate est nécessaire. Tout en réitérant que l'objectif de l'île est l'indépendance, le député groenlandais Kuno Fencker déclare qu'une COFA avec les États-Unis et le Danemark est possible, affirmant que « l'économie du Groenland doit être diversifiée [...] Donald Trump Junior, et même son père et d'autres membres de l'administration américaine (à venir) sont donc les bienvenus ici au Groenland en tant que visiteurs [...] et peut-être aussi plus officiellement à l'avenir ». Fencker et Boassen rencontrent Dans lorsque ce dernier arrive à Nuuk le 11 janvier.
Les déclarations de Trump et des responsables américains suscitent ce que le Copenhagen Post (en) décrit comme une « inquiétude généralisée » au Danemark. Frederiksen rencontre les dirigeants des partis d'opposition le 9 janvier pour discuter de la crise. Le député de l'opposition Rasmus Jarlov critique sa position selon laquelle « le Groenland appartient aux groenlandais » et a le contrôle de son avenir, affirmant que Frederiksen aurait dû déclarer plus catégoriquement que le Danemark s'oppose à l'annexion du Groenland par les États-Unis. En janvier 2025, tous les partis de gauche au parlement danois soutiennent l'indépendance du Groenland, tandis que la droite est divisée,. Dénonçant les « fantaisistes groenlandais », Morten Messerschmidt, chef du Parti populaire danois, déclare que les groenlandais préfèrent les programmes sociaux du Danemark à ceux des États-Unis : « Le Groenland n'obtiendra jamais son indépendance. Nous pourrions tout aussi bien le dire. Le Groenland n'obtiendra jamais, jamais son indépendance », déclare-t-il, ajoutant que Trump doit négocier avec le Danemark, pas avec le Groenland. Le 14 janvier, Messerschmidt participe à une conférence pro-israélienne tenue à Mar-a-Lago, mais ne réussit pas à rencontrer Trump à ce sujet, préférant parler à son ex-femme Marla Maples.
L'Alliance rouge et verte déclare que le Danemark doit suspendre un accord de 2023 autorisant la présence de troupes américaines sur le sol danois. Un porte-parole des sociaux-démocrates de Frederiksen rejette cette proposition, affirmant que les États-Unis sont essentiels à l'OTAN et à la sécurité danoise. S'exprimant le 17 janvier, l'ancien directeur général Friis Arne Petersen (en) du ministère danois des Affaires étrangères qualifie la situation d'« historiquement inédite », tandis que Noa Redington, conseillère spéciale de l'ancienne première ministre Helle Thorning-Schmidt, compare la pression internationale sur le Danemark à celle qui s'est exercée lors de la controverse sur les caricatures de Mahomet dans le Jyllands-Posten en 2005.
L'offre de Trump donne au Groenland la possibilité d'utiliser les États-Unis et le Danemark l'un contre l'autre. Jacob Kaarsbo, ancien membre du Service de renseignement de la défense danois, déclare : « Trump capitalise absolument sur la volonté du Groenland d'obtenir son indépendance. Je peux facilement imaginer un scénario où le Groenland s'éloignerait du Danemark après les prochaines élections ». Peter Viggo Jakobsen, de l'université du Danemark du Sud, déclare que si Trump offre plus d'argent que la subvention danoise actuelle, « je peux facilement imaginer qu'une majorité de la population déclarerait son indépendance ». La ministre du cabinet groenlandais Naaja Nathanielsen déclare que son gouvernement cherche depuis des années à coopérer davantage avec les États-Unis ou l'Union européenne, et qu'elle parle rarement aux médias danois des ressources naturelles de son île, de l'affaire du stérilet forcé (en) ou de la séparation des enfants groenlandais et de leurs parents au Danemark. Son île utilisera la grande attention danoise et mondiale suscitée par l'intérêt de Trump pour régler les scandales, déclare t-elle. Réitérant que « nous ne sommes ni danois, ni américains », Nathanielsen demande davantage d'investissements américains dans les mines et les infrastructures dans un éditorial du Washington Post, affirmant que les entreprises canadiennes et britanniques détiennent la plupart des licences.
Le 30 janvier 2025, le secrétaire d'État américain, Marco Rubio, confirme que quand Donald Trump dit vouloir acheter le Groenland, territoire danois autonome, ce n'est « pas une blague ». Donald Trump a estimé que le Danemark finirait par céder sur la question du Groenland.
Gad déclare que le Danemark peut être disposé à continuer de subventionner le Groenland pendant un certain temps après l'indépendance. Le 9 janvier, Trump écrit : « Le peuple du Groenland adorerait devenir [un État américain]. Le Danemark n'aime peut-être pas ça. Mais nous ne pouvons pas être trop heureux avec le Danemark ». Tout en déclarant son opposition à l'adhésion aux États-Unis, Broberg déclare que l'intérêt de Trump pour le Groenland a confirmé l'importance de l'île et que d'autres nations peuvent l'aider à devenir indépendante. De nombreux professionnels danois sur l'île ne parlent pas groenlandais, déclare-t-il, et qu'un Groenland indépendant enseignera l'anglais au lieu du danois : « Alors, cela n'aura pas tant d'importance que ce soit un Américain ou un Anglais ou une troisième personne qui parle anglais qui va devenir médecin ou enseignant. Alors vous pourrez réellement communiquer les uns avec les autres ». Le 11 janvier, les dirigeants des cinq partis siégeant à l'Inatsisartut (le Parlement du Groenland) refusent l'idée de faire partie des États-Unis, tout en exprimant leur intérêt à maintenir de bonnes relations avec le pays.
Certains dirigeants européens expriment également leur inquiétude face à l'obstination croissante de Trump à annexer le Groenland. S'exprimant au nom de la fédération de Russie, Dmitri Peskov déclare que l'Arctique est « une zone de nos intérêts nationaux » et indique l'opposition de la Russie à tout changement du statu quo. Le ministre français des Affaires étrangères Jean-Noël Barrot met en garde Trump contre toute menace aux frontières de l'Union européenne. Le chancelier allemand Olaf Scholz, dans un message sur X, déclare « qu'il existe un malaise concernant les récentes déclarations des États-Unis ». Le Premier ministre norvégien Jonas Gahr Støre, le Premier ministre suédois Ulf Kristersson et le ministre britannique des Affaires étrangères David Lammy réagissent également négativement aux souhaits d'acquisition de l'administration Trump.
Jacques Hartmann, de la Dundee University Law School, écrit que même si le parlement danois vote contre l'indépendance du Groenland, le Danemark ne pourra pas arrêter la sécession en raison du droit de l'île à déclarer unilatéralement son indépendance, ce que les États-Unis reconnaîtront probablement. Le Premier ministre groenlandais Egede annule une audience prévue avec Frederik X, prévue pour coïncider avec la date de la visite de Trump Jr., ce que les responsables attribuent à un conflit d'horaire mais que le Copenhagen Post note comme n'étant « pas un événement normal »,. La réunion avec le roi est reprogrammée peu de temps après et a lieu quatre heures plus tard que prévu initialement. L'historien royal Sebastian Olden-Jørgensen déclare qu'Egede reprogramme la réunion pour prouver qu'il ne s'est pas « incliné devant le Danemark ». Lors d'une conférence de presse conjointe prévue le 10 janvier, Frederiksen et Egede déclarent que l'administration Trump entrante n'a contacté aucun des deux. « Le statu quo n'est pas une option », déclare ce dernier : « Le Groenland appartient au peuple groenlandais. Nous ne voulons pas être danois, nous ne voulons pas être américains. Nous voulons être groenlandais », mais il comprend l'intérêt stratégique des États-Unis pour son île. Egede déclare qu'il veut pouvoir parler à un dirigeant étranger sans la présence d'un ambassadeur danois. Elisabeth Svane de Politiken pense qu'Egede est récemment devenu moins véhément, décrivant son ton comme « oui, nous voulons l'indépendance mais à long terme ». Frederiksen décrit l'intérêt américain pour le Groenland comme positif, en incitant l'île et son pays à se réévaluer mutuellement. Elle déclare que le désir d'indépendance du Groenland est « légitime et compréhensible » mais qu'elle veut que l'île reste au sein du royaume,. Gad déclare que Frederiksen, contrairement aux gouvernements danois précédents, n'est pas complètement opposé à un COFA danois avec le Groenland. Elle pourra décider que, compte tenu des discussions autour de Trump, une relation plus souple avec l'île sera préférable à la perte totale du rôle du Danemark dans l'Arctique, déclare l'universitaire. Entre-temps, Dans et Boassen se rendent aux États-Unis le 13 janvier, après avoir organisé une délégation groenlandaise pour la deuxième investiture de Donald Trump.
Citant le passage du Nord-Ouest, le passage du GIUK et la défense antimissile, le général Philip Breedlove (USAF, retraité) déclare : « Garantir un Groenland orienté vers l'ouest est extrêmement important ». Tout en affirmant que les États-Unis n'ont pas besoin de posséder l'île pour le faire et déplorant la « conversation publique houleuse » entre les États-Unis et le Danemark, l'ancien SACEUR déclare : « Il est incroyablement important que nous ne laissions pas l'influence russe et chinoise se développer ». L'amiral James Stavridis (USN, retraité) déclare que le Groenland « est un bien immobilier d'une valeur inestimable » en raison de sa situation stratégique, de ses ressources naturelles et de son potentiel pour l'agriculture post-changement climatique. Comme il ne s'attend pas à une acquisition américaine de l'île et qu'il déconseille l'indépendance, l'ancien SACEUR propose que les États-Unis améliorent les infrastructures, la police, l'armée et le tourisme de l'île,. Gad, l'auteur de Greenland in Arctic Security, déclare que même si le passage du GIUK et Pituffik sont importants pour la sécurité nationale américaine, « ni les autorités américaines ni celles du Danemark et du Groenland n'ont jusqu'à présent trouvé quoi que ce soit qui justifie un renforcement militaire supplémentaire au Groenland ».
Le 4 mars 2025, Trump a prononcé un discours devant le Congrès américain où il réitère, « D'une manière ou d'une autre, nous allons obtenir » le Groenland.

##### Loi pour rendre au Groenland sa grandeur
Le 13 janvier 2025, un projet de loi est présenté à la Chambre des représentants des États-Unis par le représentant Andy Ogles pour autoriser le gouvernement des États-Unis à acquérir le Groenland au nom des États-Unis, accordant au Congrès une période d'examen de 60 jours avant l'intégration du territoire groenlandais aux États-Unis. À la date de présentation, le projet de loi compte 12 co-auteurs et a été renvoyé à la Commission des affaires étrangères de la Chambre des représentants des États-Unis (en) pour examen.

##### Loi pour nommer le Groenland Red, White, and Blueland
Le 10 février 2025, le représentant républicain Buddy Carter a présenté un projet de loi qui rebaptiserait le Groenland en « Red, White, and Blueland » et permettrait au président américain Donald Trump d'« acheter ou d'acquérir d'une autre manière » le Groenland,,. Carter a en outre déclaré, Lorsque le négociateur en chef signera cet accord historique, nous accueillerons fièrement le peuple de ce qui est aujourd'hui le Groenland pour rejoindre la nation la plus libre de l'histoire. Le président Trump a identifié à juste titre cet achat comme une priorité de sécurité nationale, La législation donne au bureau du secrétaire de l'Intérieur six mois après son adoption pour s'assurer que les documents fédéraux sont mis à jour pour refléter le changement de nom.

## Estimations du prix d'achat du Groenland
En août 2019, le Washington Post estime le prix d'achat du Groenland entre 200 millions et 1 700 milliards de dollars, avec une estimation médiane de 42,6 milliards de dollars. Le chiffre le plus bas est basé sur une évaluation ajustée de l'inflation et de la taille de ce que les États-Unis ont payé pour l'Alaska, et le chiffre le plus élevé basé sur un ratio cours/bénéfice de 847, qui, selon le journal, peut être justifié par les futures valorisations de ses gisements minéraux et la possibilité qu'il devienne une destination résidentielle en raison des effets du changement climatique et de devenir un territoire des États-Unis. Le FT Alphaville (en) du Financial Times estime le prix du territoire à 1 100 milliards de dollars. Son analyse de la somme des parties évalue les champs pétroliers potentiels à 300 à 400 milliards de dollars, les minéraux de terres rares à 500 à 700 milliards de dollars et l'immobilier à 200 à 220 milliards de dollars. Le journal écrit que les États-Unis ont « une histoire d'acquisitions foncières rentables », avec un taux de rendement interne de 7,1 % pour l'achat de la Louisiane, de 7,4 % pour Manhattan et de 9,0 % pour l'Alaska. 24/7 Wall Street estime le prix d'achat du Groenland à 533 milliards de dollars, en utilisant le Wyoming comme valeur de comparaison. « Si les États-Unis le veulent pour la valeur stratégique de leurs biens, à la fois terrestres et offshore, et pour projeter leur puissance militaire, la réponse est qu'une valeur de 500 milliards de dollars n'est pas excessivement élevée », conclut 24/7 Wall Street.
FT Alphaville réitère son estimation de 1,1 milliard de dollars en 2025. The Economist déclare à propos de son évaluation de 50 milliards de dollars en utilisant des flux de trésorerie actualisés (un vingtième des dépenses annuelles de défense des États-Unis) ou environ 1 million de dollars par habitant, sans compter sa valeur pour la sécurité nationale américaine : « Étant donné la richesse et l'importance du territoire, l'Amérique pourrait probablement faire de chaque groenlandais un multimillionnaire et bénéficier énormément de l'achat ». Noel Maurer de l'université George-Washington estime que les redevances et les recettes fiscales minières vaudront entre 16 et 20 milliards de dollars pour le gouvernement fédéral américain, net du coût du maintien de la subvention danoise existante au Groenland. Il actualise les revenus miniers futurs pour le risque qu'ils ne se matérialisent pas. Maurer estime également une valeur stratégique supplémentaire entre 12 et 24 milliards de dollars, sur la base des offres américaines passées pour des territoires similaires, pour une valeur totale comprise entre 29 et 45 milliards de dollars, soit 518 000 et 804 000 dollars par citoyen groenlandais. David R. Barker (en) estime un prix d'achat de 12,5 à 77 milliards de dollars, notant que si le Groenland profite à la sécurité nationale, « sa valeur augmente avec la taille de l'économie américaine ». Nikola Swann, du consultant en crédit SwissThink, déclare que la richesse minérale de l'île est plus importante en raison de la présence militaire américaine existante. Barker estime que l'estimation du Financial Times est trop élevée car le gouvernement et l'industrie privée partageront les bénéfices des droits de forage et d'exploitation minière. Swann déclare que l'importance des produits pharmaceutiques pour l'économie danoise renforce la menace de droits de douane de Trump. Plusieurs estimations s'accordent sur le fait que l'achat du Groenland sera « l'affaire du siècle ».

## Propositions de gouvernance
Plusieurs propositions sont avancées pour la gouvernance du Groenland en cas d'acquisition par les États-Unis.
L'ancien conseiller à la sécurité nationale des États-Unis, Robert O'Brien, suggère que les États-Unis pourront attribuer le Groenland à l'Alaska, soulignant que « les autochtones du Groenland sont très étroitement liés aux habitants de l'Alaska ». Un rapport publié par Audubon constate que l'harmonisation du système juridique de common law de l'Alaska avec le droit civil danois utilisé au Groenland présentera des problèmes et que « les populations autochtones pourraient être confrontées à des défis liés aux droits, à la préservation culturelle et à l'intégration sociale ». Le rapport constate également que la fusion des deux pays offrira « plusieurs avantages aux États-Unis, couvrant les domaines économiques, stratégiques et environnementaux ».
Barry Scott Zellen, spécialiste de la stratégie arctique à l'Académie des garde-côtes des États-Unis, suggère que le Groenland pourra devenir un territoire organisé et non incorporé des États-Unis, mais avec une voie claire vers une éventuelle admission en tant qu'État constitutif « un peu comme celle suivie par l'Alaska ». Selon Zellen, « les inuits du Groenland, qui souffrent d'un long héritage de négligence et dont l'expérience coloniale, malgré les récents gains d'autonomie, n'a pas été entièrement positive, pourraient en effet bénéficier de plusieurs façons » de cet arrangement.
En novembre 2024, Alex Gray, ancien chef de cabinet du Conseil de sécurité nationale des États-Unis, propose qu'un Groenland indépendant signe un COFA avec les États-Unis qui garantira une assistance économique et militaire américaine, le décrivant comme « l'accord du siècle ». Les responsables de Trump discutent de la création d'un COFA et les groenlandais sont au courant de la proposition, en plus de leurs propres discussions de longue date sur la recherche d'un COFA avec le Danemark ou les États-Unis.
Dans The Volokh Conspiracy (en), Josh Blackman suggère que, dans un scénario post-acquisition, le Congrès des États-Unis pourra placer le Groenland dans le cinquième circuit judiciaire dont les juges, selon lui, pourront être plus favorables à l'autorisation de l'extraction des ressources.
Trevor Filseth de The National Interest écrit qu'en plus de promettre que « la vie au Groenland restera la même ou s'améliorera sous le drapeau américain » en tant que territoire autonome, Trump devra s'engager à accorder une subvention plus importante que celle du Danemark et une exemption de la loi Jones.

## Annexion coercitive

### Plans et capacités des États-Unis
Lors d'une conférence de presse au Pentagone le 8 janvier 2025, Sabrina Singh (en) refuse de répondre à la question d'un journaliste qui lui demande « Est-il prévu de prendre le Groenland par la force si on lui ordonne de le faire ? », affirmant qu'elle laissera ses commentaires sur la question à « la nouvelle administration ». Interrogé le 14 janvier par la sénatrice Mazie Hirono sur l'utilisation potentielle de la force militaire pour intégrer le Groenland aux États-Unis, Pete Hegseth, alors candidat présumé au poste de secrétaire à la Défense des États-Unis, déclare qu'il ne fournira pas de détails dans un forum public.
Après un appel téléphonique avec Trump le 15 janvier, Frederiksen confirme l'intérêt des États-Unis pour l'acquisition du Groenland et leur engagement à appliquer des sanctions économiques punitives contre le Danemark jusqu'à ce qu'il accepte le transfert du territoire. Lors d'une réunion avec la commission parlementaire de politique étrangère, Frederiksen déclare que le pays se trouve dans « une situation grave », que « malheureusement, nous pourrions être confrontés à une situation où notre niveau de coopération économique [avec les États-Unis] pourrait être inférieur à ce qu'il est aujourd'hui », et qu'elle est préoccupée par la sécurité nationale danoise « en tant que pays et en tant que Royaume ».
Les États-Unis sont le plus grand marché d'exportation du Danemark, représentant plus de 17 % de tous les produits que le pays vend à l'extérieur, tandis que le Danemark est le 29e plus grand marché d'exportation des États-Unis, représentant moins d'un pour cent de tous les produits qu'il vend à l'extérieur. Jesper Daugaard Faurby, directeur national danois d'Atradius, déclare qu'une guerre commerciale entre les États-Unis et l'UE pourra provoquer une hausse de l'inflation et entraîner la faillite d'entreprises par ailleurs en bonne santé.

### Plans et capacités danois
Selon le chercheur en défense Kristian Søby Kristensen de l'université de Copenhague, le Danemark « ne peut pas défendre le Groenland seul contre quiconque » et les forces armées danoises « ne sont ni équipées ni entraînées pour résister à une invasion américaine ». Gad fait remarquer qu'une acquisition du Groenland par les États-Unis sera « la guerre la plus courte du monde, il n'y a aucune capacité défensive au Groenland ». Marc Jacobsen, professeur au Collège royal de défense danois, estime que « les États-Unis ont déjà le contrôle de facto [du Groenland] ».
En janvier 2025, les stocks militaires du Danemark sont considérablement réduits en raison des récents transferts d'armes vers l'Ukraine.
En janvier 2025, un porte-parole de la Commission européenne déclare que le Danemark pourra invoquer les dispositions de défense mutuelle de l'Union européenne en cas d'invasion américaine du Groenland. Cependant, Daniel Fiott de la Brussels School of Governance note qu'un tel appel « n'a aucun sens dans sa forme actuelle car il n'y a pas de véritable force militaire derrière lui ». Écrivant pour Irish Legal News, Federica Fazio se demande si le Danemark pourra, en fait, invoquer les dispositions de défense mutuelle de l'UE en cas d'annexion coercitive du Groenland car il reste à savoir si elles sont applicables dans les « pays et territoires d'outre-mer » des États membres de l'UE, comme le Groenland. Fazio note également qu'à partir de 2025, certains États de l'UE, comme l'Italie et la Hongrie, refuseront probablement de fournir une assistance au Danemark « et il n'existe aucun mécanisme de sanction qui pourrait les contraindre à faire autrement ».
Il existe une incertitude juridique quant à la possibilité pour le Danemark d'invoquer la clause de défense mutuelle de l'OTAN pour repousser une attaque menée par un autre État membre de l'OTAN. Un article explicatif publié par In Casu Magazine avance qu'un membre de l'OTAN qui résistera à une attaque menée par un deuxième État membre de l'OTAN attaquera donc également le membre agresseur de l'OTAN, ce qui « signifierait que les deux pays déclencheraient cette clause ».

## Opinion publique
En 2019, environ deux tiers des groenlandais sont favorables à l'indépendance, mais la plupart estiment qu'elle ne sera pas viable si elle conduit à la cessation des subventions danoises.
La première enquête sur la politique étrangère de l'île, menée par la Fondation Konrad-Adenauer en 2021, révèle que 68 % des insulaires souhaitent davantage de coopération avec le Danemark. Martin Breum, du Conseil de l'Arctique, déclare que ce résultat n'est pas contradictoire avec le fort soutien à l'indépendance, car de nombreux partisans pensent que la coopération post-indépendance avec le Danemark sera volontaire pour le Groenland. 69 % des groenlandais souhaitent davantage de coopération avec les États-Unis et 75 % considèrent l'OTAN de manière positive. L'enquête révèle que 85 % des insulaires souhaitent davantage de coopération avec le Canada, ce que Breum interprète comme une volonté de liens plus étroits avec les inuits du Nunavut et non avec le Canada dans son ensemble. « Si j'ai raison, cela pourrait perturber quelques personnes influentes à Nuuk » qui minimisent les liens transnationaux inuits et le soutien au Conseil circumpolaire inuit, déclare-t-il.
Un sondage réalisé en janvier 2025 auprès de 416 habitants du Groenland par la société de sondage américaine Patriot Polling révèle que 57,3 % des personnes interrogées approuvent l'adhésion du Groenland aux États-Unis, tandis que 37,4 % la désapprouvent et que 5,3 % sont indécises,,. Le sondage et la société qui le réalise sont toutefois sévèrement critiqués par le professeur Scott Lucas de l'University College Dublin, qui qualifie le sondage de très suspect, critiquant le manque d'informations sur la manière dont les répondants sont choisis, les questions posées et son incertitude statistique. Il qualifie également la société qui le réalise d'organisation en démarrage ayant un objectif politique en effectuant des sondages d'opinion.
Un sondage réalisé en janvier 2025 auprès de 1 000 électeurs américains inscrits et mené par l'université Suffolk révèle qu'environ 53 % des personnes interrogées s'opposent à l'acquisition du Groenland, tandis que 40 % soutiennent l'idée.
Un autre sondage mené par Ipsos pour Reuters du 20 au 21 janvier auprès de 1 077 adultes américains montre que les projets d'extension du territoire américain sont peu soutenus : seuls 16 % des répondants sont d'accord pour que les États-Unis fassent pression sur le Danemark pour qu'il leur vende le Groenland, et 21 % sont d'accord pour dire que les États-Unis ont le droit d'étendre leur territoire dans l'hémisphère occidental.
Un sondage réalisé par YouGov auprès de 6 933 adultes américains le 8 janvier 2025 révèle que 31 % d'entre eux « soutenaient fortement » ou « soutenaient plutôt » la volonté des États-Unis de devenir propriétaires du Groenland, 35 % « s'opposaient fortement » ou « s'opposaient plutôt » à une telle démarche et 34 % ne sont pas sûrs. Les réponses indiquant un fort soutien à la proposition sont les plus élevées chez les hommes, les 18-29 ans et les personnes du sud des États-Unis. Les réponses indiquant une forte opposition à la proposition sont les plus élevées chez les personnes de plus de 65 ans et celles du Midwest des États-Unis.
Le 25 janvier 2025, selon un sondage réalisé par le quotidien groenlandais Sermitsiaq, 85 % des Groenlandais, s’opposent à un rattachement aux États-Unis. 6 % d’entre eux souhaitent rejoindre les États-Unis, 9 % ne savent pas.